# Женщины в Афганистане
Права женщин в Афганистане менялись в разные периоды в зависимости от режима, находящегося у власти. Благодаря Аманулле-хану в 1920-х годах афганские женщины официально получили равенство. Однако эти права были отняты в 1990-х годах различными временными правителями, такими как моджахеды и Талибан во время гражданской войны в Афганистане. Во время первого режима Талибана (1996—2001) женщины практически не имели гражданских свобод. Когда Талибан был свергнут Соединёнными Штатами после терактов 11 сентября, права женщин постепенно улучшились при президентской Исламской Республике Афганистан. Согласно Конституции 2004 года афганки де-юре были равны мужчинам.
После того как Талибан снова захватил власть в августе 2021 года, были введены жёсткие ограничения для женщин:
- запрет путешествовать на расстояние более 70 километров (43 миль) без близкого родственника-мужчины
- обязательность в общественных местах никаба, открывающего только глаза
- запрет работать в большинстве секторов, кроме здравоохранения и образования
- запрет на учёбу в средних школах и университетах
- строгий запрет посещения общественных мест в стране, парков, спортивных залов
- в июле 2023 года правительство приказало закрыть салоны красоты, которыми в основном управляли женщины.

## Обзор
Афганистан находится на перекрестке Южной и Центральной Азии, а его население составляет около 34 миллионов человек. Из них 15 миллионов — мужчины и 14,2 миллиона — женщины. Около 22 % афганцев проживают в городах, 78 % проживают в сельской местности. По местной традиции большинство женщин выходят замуж вскоре после окончания средней школы. Многие живут домохозяйками до конца своей жизни.

## История

### Эмират Афганистан

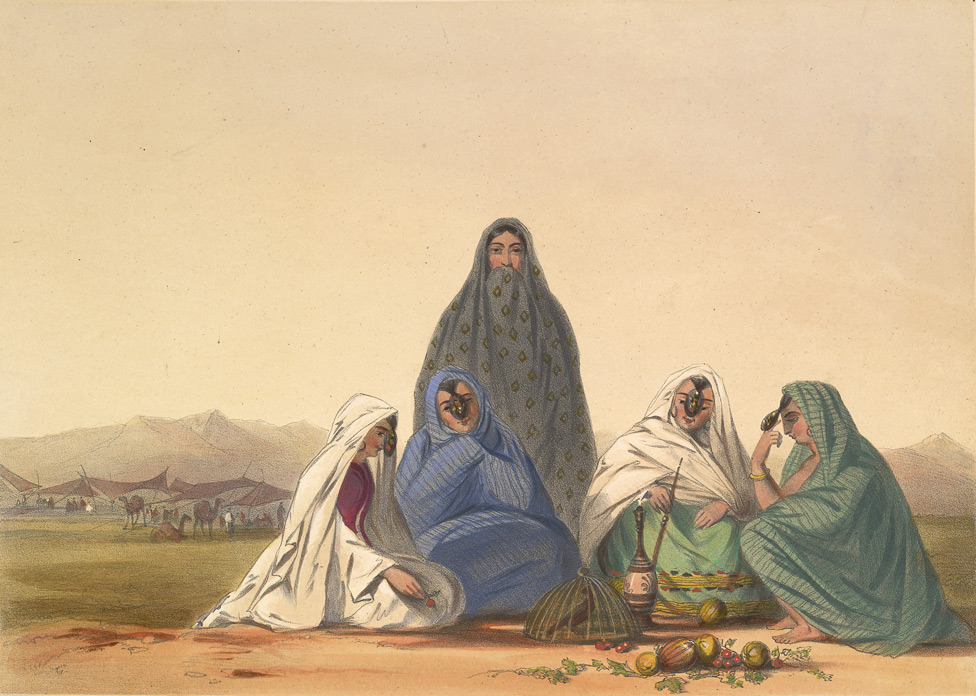
Литография 1848 года, изображающая группу женщин-кочевников на шоссе Кабул-Кандагар

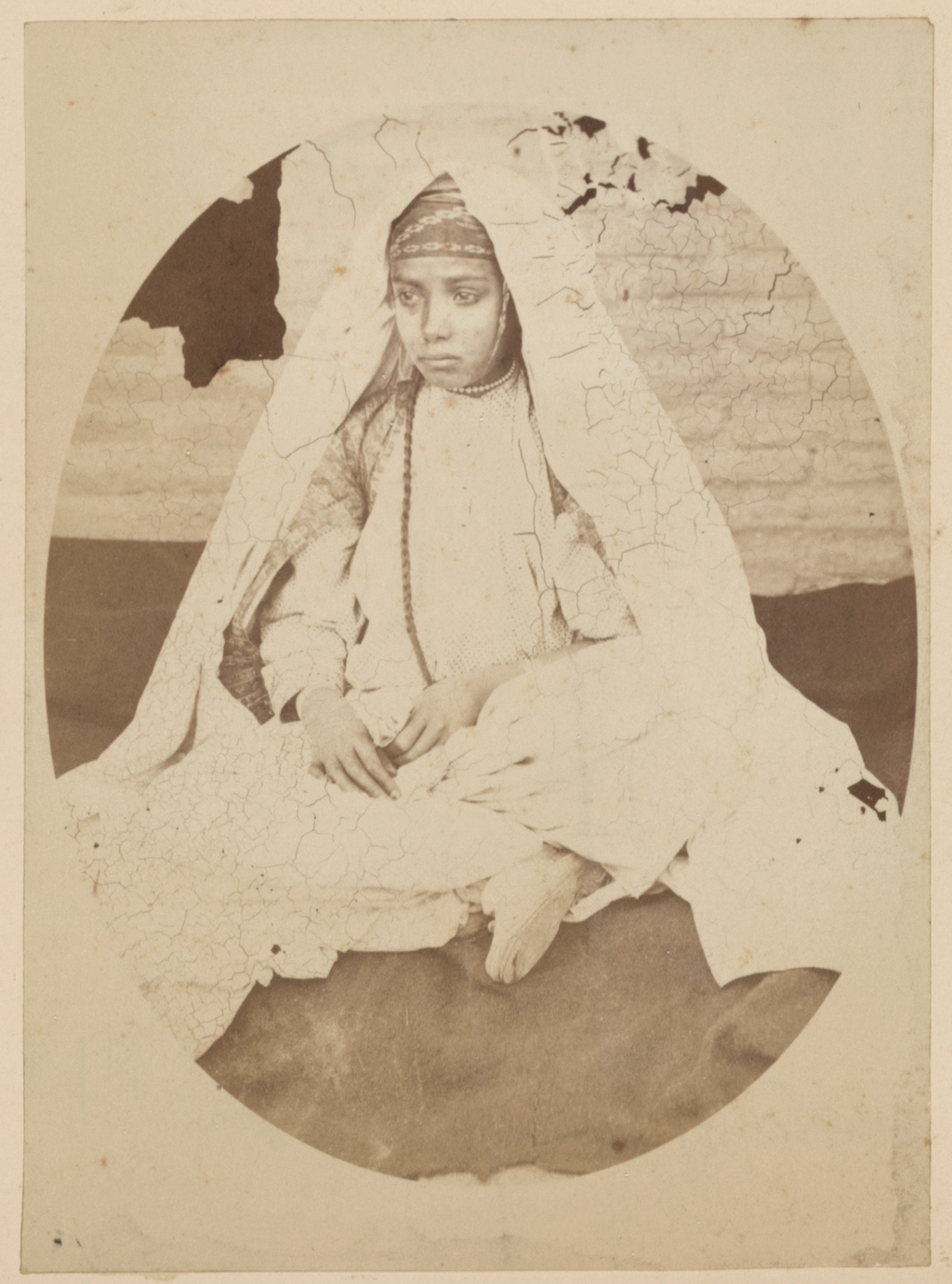
Афганская девочка, фотография 1880 года

Во времена империи Дуррани (1747—1823) и ранней династии Баракзай афганские женщины находились в состоянии пурды (гендерная сегрегация, навязанная патриархальными обычаями). Хотя ограничения имели место по всему Афганистану, обычаи несколько различались в зависимости от региона и этнической группы. Так, женщинам-кочевникам не приходилось скрывать лица и не запрещалось показывать часть волос.
Женщины не играли никакой общественной роли в обществе, однако некоторые женщины, такие как Назо Тохи и Аиша Дуррани, стали известны как поэтессы и писательницы гарема.
Правители Афганистана обычно имели гарем из четырёх официальных жен, а также большое количество неофициальных жен вследствие племенной брачной дипломатии. Порабощенные гаремные женщины назывались каниз («рабыня») и сурати или суррият («госпожа»), их охраняли гулам бача (евнухи). Некоторые женщины имели влияние на государственные дела изнутри королевского гарема (Заргхона Анаа, Мирмон Аиша, Бабо Джан).

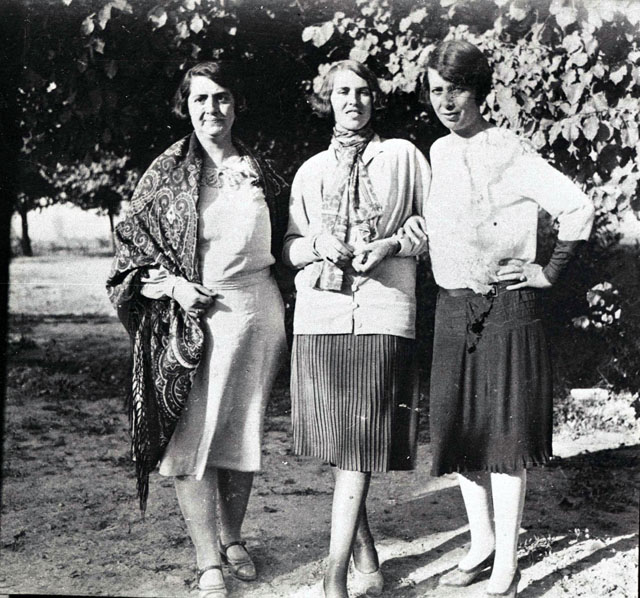
Афганские женщины в 1927 году, в период реформ Амануллы-хана и Сорайи Тарзи

Некоторые афганские правители пытались расширить свободу женщин. Так, Абдур Рахман-хан, запретил некоторые формы угнетения, проистекающие из племенных обычаев, а не из ислама, в том числе обычай принуждения вдов выходить замуж за своих шуринов, и обеспечил право вдов на наследование.

### Королевство Афганистан

#### Аманулла Хан (1919—1929)
Первым реформатором, проведшим значительную реформу, был король Аманулла (правил с 1919 по 1929 год). Он продвигал свободу женщин в общественной сфере, женское образование, западный стиль одежды. В 1921 году он принял закон, отменяющий принудительные браки, детские браки и выкуп за невесту, а также наложил ограничения на многоженство. Аманулла-хан разрешил носить западную одежду в Кабуле, выделив определённые улицы для мужчин и женщин, носящих современную одежду. В 1928 году 15 выпускниц средней школы Мастурат, дочерей королевской семьи и государственных чиновников, отправились на обучение в Турцию.
Сорая Тарзи была единственной женщиной, фигурировавшей в списке правителей Афганистана. Она провела реформы, направленные на улучшение жизни женщин и их положения в семье, браке, образовании и профессиональной жизни. Она основала первый женский журнал (Иршад-е Насван, 1922), первую женскую организацию (Анджуман-и Химаят-и-Нисван), первую школу для девочек (Школа Мастурат в 1920), первый театр для женщин в Пагмане и первую женскую больницу (больница Мастурат в 1924). Она публично сняла чадру.
Протесты отсталого сельскохозяйственного населения против социальных реформ для женщин способствовали окончанию правления её и её мужа в 1929 году.
Преемник Амануллы-хана восстановил чадру, отклонил реформы в области прав женщин, усилив пурду. Женская ассоциация, а также женский журнал были запрещены, школы для девочек были закрыты, студентки из Турции были отозваны в Афганистан, вновь было разрешено многожёнство.

#### Мохаммед Захир Шах (1933—1973)

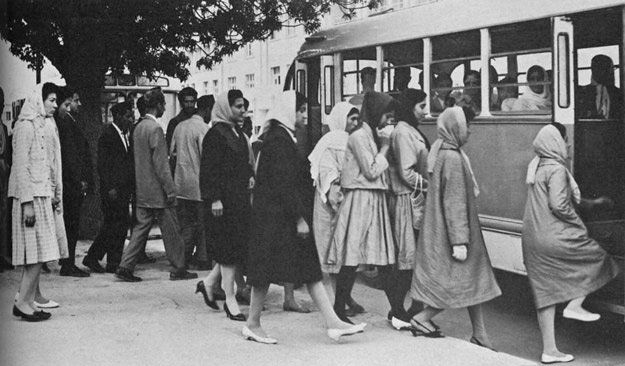
Афганские женщины в Кабуле садятся в автобус, 1950-е годы

Мохаммед Надир Шах и Мохаммед Захир Шах работали над умеренным и устойчивым улучшением прав женщин. В 1931 году женщинам было разрешено посещать занятия в женской больнице Мастурат в Кабуле, а некоторые школы для девочек были вновь открыты. Первая средняя школа для девочек официально называлась «Школой медсестёр». Чадра на публике была обязательна, однако женщины элит во время пребывания за границей чадрой не пользовались.
После Второй мировой войны правительство сочло модернизационные реформы необходимыми, что привело к возрождению государственного женского движения. В 1946 году под патронажем королевы Хумайры Бегум, была основана Ассоциация благосостояния женщин, которая открывала школьные классы для девочек и профессионально-технические курсы для женщин. С 1950 по 1951 год студентки принимались в Кабульский университет.
После избрания Мохаммеда Дауда Хана премьер-министром в 1953 году, были поощрены социальные реформы, обеспечивающие более широкое присутствие женщин на публике.
С 1953 по 1963 год женщин поощряли занимать государственные должности, работать в афганской авиакомпании Aryana, отделе телекоммуникаций и других организациях, пропагандировалось добровольное раскрытие женщин с одновременным подчеркиванием их свободы выбора чадры.
Были случаи противодействия инициативам модернизации в изолированных районах, что приводило к насильственным действиям против женщин, не носивших чадру. Однако правительство осталось непоколебимым в своих обязательствах и наказало виновных тюремным заключением.
В 1957 году общественности были представлены работницы Кабульского радио; назначены женщины-делегатки на Азиатскую женскую конференцию на Цейлоне; в 1958 году 40 девушек были наняты на государственную гончарную фабрику, женщины были приняты на работу в качестве администраторов и телефонных операторов в государственном агентстве телекоммуникаций, а также стюардесс в авиакомпании Aryana Airlines.
Был предпринят дальнейший шаг по раскрытию женщин от чадры. Так, в 1959 году первыми женщинами без чадры стали дикторы радио (без чадры, в свободном пальто, с шарфом и гвоздикой), жены-иностранки и дочери жён иностранного происхождения. В августе 1959 года, во второй день фестиваля Джешин, королева Хумайра Бегум и принцесса Билкис появились без чадры в королевской ложе на открытом военном параде вместе с женой премьер-министра Заминой Бегум. В качестве протеста группа исламских священнослужителей направила премьер-министру письмо протеста и потребовала уважения шариата. Премьер-министр в ответ потребовал доказательства того, что Священное Писание действительно требует чадру. Священнослужители не смогли найти подтверждения, после чего премьер-министр заявил, что женщины-члены королевской семьи больше не будут носить чадру, поскольку исламский закон не требует этого. Этому примеру последовали и первые простолюдинки Кубра Нурзай и Масума Эсмати-Вардак.

Конституция Афганистана 1964 года предоставила женщинам равные права, включая всеобщее избирательное право и право баллотироваться на должности. В городах женщины могли появляться непокрытыми, занимать государственные должности и работать в качестве учёных, учителей, врачей и государственных служащих, также женщины имели значительную свободу и значительные возможности для получения образования. Первые женщины-министры Афганистана появились в 1960-х годах, а Джамила Фарук Рушна стала первой афганкой-судьей (1969 год). Рухшана — одна из первых афганских поп-певиц, получившая широкую известность в 1960-х годах, а Сафия Тарзи — первый афганский модельер.

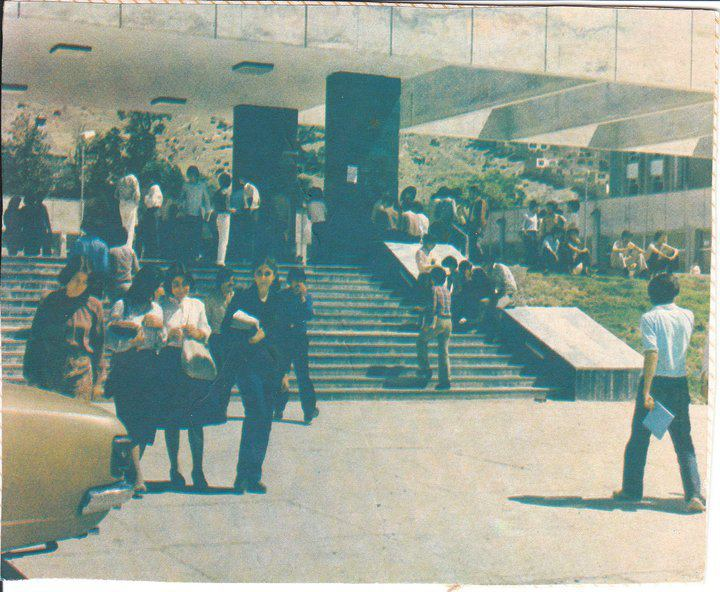
Кабульский медицинский факультет, 1970-е гг.

Однако, эти реформы были малоэффективными за пределами городов и, в основном, касались женщин из городской элиты. Деревня представляла собой глубоко патриархальное, племенное общество, и на жизнь сельских женщин не повлияли перемены, происходящие в городах.

### Республика Афганистан (1973—1978)
Смотрите также: Республика Афганистан (1973—1978).
При правлении Мохаммад Дауд Хана в 1974—1978 годах права и равенство женщин были соблюдены (статья 27 Конституции Республики Афганистан 1976 года (1973—1978).
Покрытие было объявлено «добровольным вариантом». В 1973 году, когда Дауд Хан захватил власть в результате государственного переворота, женщины получили больше свободы, чем когда-либо; право на образование и работу, возможность официально вступать в политические партии и становиться представителями народа в парламенте.
Было высказано намерение разрушить несправедливые патриархальные и феодальные отношения между мужьями и женами и обеспечить бесплатное начальное образование для всех детей, независимо от их пола.
В 1977 году президент Дауд представил гражданский кодекс, который включал всеобъемлющий семейный закон.
Кодекс защищал права женщин:
- был определён минимальный возраст вступления в брак в 16 лет для девочек и 18 лет для мальчиков
- как мужчинам, так и женщинам было предоставлено право выбирать себе супругов
- брак разрешался, даже если семьи выступали против союза
- хотя кодекс предоставлял мужчинам исключительное право на развод, он позволял женщинам подавать на развод при определённых условиях ( если муж страдал неизлечимым заболеванием, отказывался или был не в состоянии оказать финансовую поддержку, находился в длительном тюремном заключении, тайно женился на другой женщине, при жестоком обращении)
- разведённая мать могла сохранять опеку над мальчиком до 7 лет и над девочкой до 9 лет. Суд мог продлять этот период на два года в интересах ребёнка.

Кроме того, президент Дауд учредил «Суд по семейным делам» и назначил женщин-судей в Кабуле, Герате, Кандагаре и Кундузе.
Эти шаги способствовали постепенному изменению восприятия обществом присутствия женщин в общественной сфере.
В 1975 году президентом Даудом был учреждён Женский координационный комитет «Кумита-е-Энсиджам-е-Занан». Комитет публиковал материалы о борьбе афганских женщин за равные права и произведения женщин-писательниц, а также предоставлял юридическую помощь женщинам.
В 1977 году Миной Кешвар Камаль была основана Революционная ассоциация женщин Афганистана.

### Демократическая Республика Афганистан  (1978—1992)
Демократическая Республика Афганистан (1978—1987) и Республика Афганистан (1987—1992), возникшие после Апрельской революции, свергнувшей правительство Мохаммеда Дауда Хана, были периодом беспрецедентного равенства для женщин в Афганистане.
В 1978 году правительство во главе с Нур Мухаммадом Тараки предоставило женщинам равные права. Это дало им теоретическую возможность выбирать мужей и карьеру.
Политика правительства по эмансипации женщин была поддержана Демократической женской организацией Афганистана (DOAW), а затем Советом афганских женщин (AWC). До 1989 года AWC возглавляла Масума Эсмати-Вардак, штат совета состоял из восьми женщин, в его ряды вступило 150 000 женщин во всех провинциях. AWC предоставлял социальные услуги женщинам в Афганистане по борьбе с неграмотностью и обеспечивал профессиональную подготовку секретарей, парикмахеров и работниц производственных предприятий.
В это время права афганских женщин поддерживались Советским Союзом и распространялись на все классы общества, в том числе на сельских женщин и девочек.
Эмансипация женщин в сельских районах приняло форму принудительных кампаний по повышению грамотности женщин и обязательного школьного образования для девочек, что встречало сильное сопротивление, особенно в районах проживания пуштунских племен. Были отменены патриархальные обычаи, всё ещё распространённые в сельской местности, такие как выкуп за невесту, и поднят возраст согласия на брак для девушек до 16 лет. Резкий протест против эмансипации афганских женщин был заявлен со стороны консервативного сельского населения Афганистана, вылившись в сопротивление переменам со стороны моджахедов, исламских партизан.
Консервативное сельское население считало горожан выродившимися из-за женской эмансипации, в ходе которой городские женщины смешивались с мужчинами и участвовали в общественной жизни. Также отторгался атеизм.
Эмансипация женщин представлялась выгодой партии, а не целью гуманистических принципов. За некоторыми исключениями, такими как Анахита Ратебзад, Масума Эсмати-Вардак и Салча Фарук Этемади, большинство женщин были активны на нижнем и среднем уровне партийной иерархии, а не на верхнем.
Тысячи городских женщин были завербованы в кадры и ополчения партии НДПА и Демократической женской организации Афганистана и обучены боевым действиям против моджахедов, исламских партизан.
Переговоры о национальном примирении начались в 1987 году.
В 1991 году около 7 тысяч женщин обучались в высших учебных заведениях и около 230 000 девочек учились в школах по всему Афганистану, насчитывалось около 190 женщин-профессоров и 22 000 женщин-преподавателей.

### Эпоха моджахедов (1992—1996 гг.)
В 1992 году, после падения правительства Мохаммеда Наджибуллы, было основано Исламское Государство Афганистан. Война в Афганистане перешла в новую фазу, когда Гульбеддин Хекматияр начал бомбардировку Исламского государства в Кабуле. Во время жестокой четырёхлетней гражданской войны женщин похищали и насиловали.
Целью моджахедов было отменить свободу, которой женщины пользовались во время атеистического коммунистического режима, чтобы исламизировать общество. Ограничения, введённые при создании Исламского государства, заключались в запрете на алкоголь и принуждении ношения женщинами чадры, иногда чисто символической.
27 августа 1993 года  вышел приказ правительственным учреждениям и государственным служащим уволить всех работающих у них женщин, а также  вышли следующие ограничительные постановления:
- женщинам вообще не следует выходить из дома, за исключением случаев крайней необходимости, и в этом случае они должны полностью закрывать себя
- женщинам не следует носить привлекательную одежду и декоративные аксессуары
- нельзя пользоваться духами
- женские украшения не должны издавать никакого шума
- женщины не могут ходить изящно и гордо посреди тротуара
- нельзя разговаривать с незнакомцами
- нельзя говорить громко и смеяться публично
- женщины всегда должны спрашивать разрешения у своих мужей, чтобы выйти из дома

Этот указ остался лишь на бумаге, поскольку правительство не имело достаточного контроля над страной для реализации желаемой политики. Женщины остались на рабочих местах, несмотря на указ, и либеральные положения конституции 1964 года в основном не были нарушены.
Тем не менее женщин в Кабуле похищали из их домов, с рабочих мест в офисах и подвергали различным формам насилия со стороны соперничающих группировок моджахедов. Многие образованные женщины и женщины-профессионалы были похищены и убиты, потому что моджахеды считали их разум отравленным.
Притеснения женщин усилились после вступления  Хекматияра в должность премьер-министра Афганистана в 1996 году. Он потребовал уволить женщин с телевидения.

### Первый Исламский Эмират Афганистан (1996—2001 гг.)
Как и их лидер мулла Омар, большинство солдат Талибана были бедными сельскими жителями, получившими образование в ваххабитских школах в соседнем Пакистане, многие были пакистанскими пуштунами. Талибан запретил женщинам ходить на работу из-за запрета покидать свои дома без сопровождения члена семьи мужского пола. На улице афганки были обязаны носить полностью закрывающую их паранджу. Женщинам было отказано в формальном образовании.
Во время пятилетнего правления Талибана женщин в Афганистане фактически помещали под домашний арест и часто заставляли закрашивать окна, чтобы никто не мог заглянуть внутрь или выглянуть наружу. ООН отказалась признать правительство Талибана, а Соединённые Штаты ввели жёсткие санкции.
Поскольку до режима Талибана большинство учителей были женщинами, новые ограничения на трудоустройство женщин привели к огромной нехватке учителей, создав критическую нагрузку на образование как мальчиков, так и девочек. Хотя женщинам было запрещено заниматься большинством профессий, включая преподавание, некоторым женщинам в медицинской сфере было разрешено продолжать работать, так как Талибан требовал, чтобы женщин лечили только женщины-врачи. Кроме того, вдовам без дохода было разрешено работать.
Некоторые командиры Талибана и Аль-Каиды занимались торговлей людьми, похищая женщин и продавая их для принудительной проституции и рабства в Пакистане.

### Исламская Республика Афганистан (2001—2021 гг.)

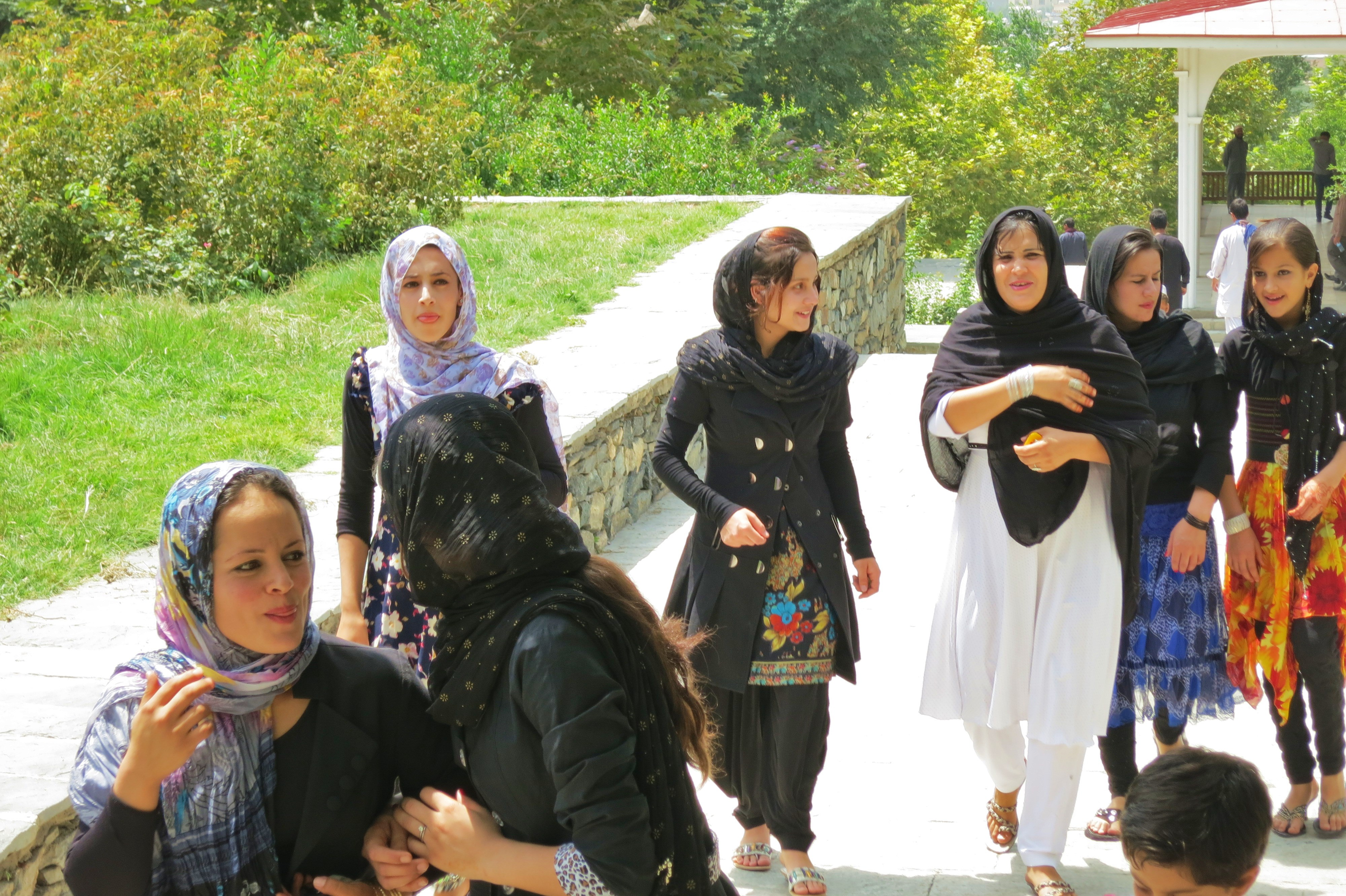
Группа афганских женщин посещает сады Бабура в Кабуле в 2013 году

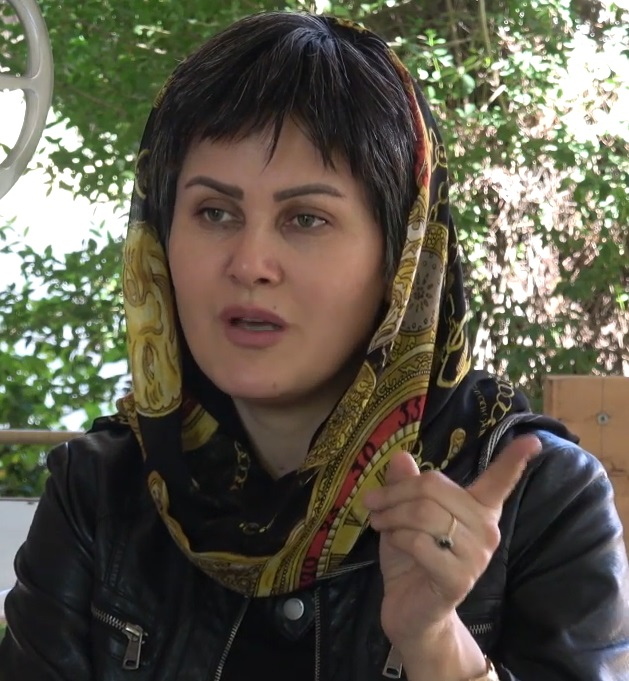
Сахра Карими была назначена первой женщиной-генеральным директором Afghan Film в 2019 году

В конце 2001 года Соединённые Штаты вторглись в Афганистан, и было сформировано новое правительство под руководством Хамида Карзая, в которое вошли женщины, как это было до 1990-х годов. Конституция 2004 года установила квоту в 27 % женщин из 250 мест в Народной палате.
В январе 2004 года национальное телевидение Афганистана показало песню поп-кумира Сальмы 1980-х годов, что вызвало критику со стороны консервативных деятелей, а Верховный суд выдвинул обвинение против государственной телерадиокомпании, которая защищалась, заявляя о поддержке правительства и министра культуры.
В марте 2012 года президент Карзай одобрил дискриминационный для женщин «кодекс поведения», изданный Советом улемов. Карзай пояснил, что правила соответствуют исламскому праву и что кодекс поведения был написан в консультации с группой афганских женщин. Правозащитные организации заявили, что этот кодекс поведения поставил под угрозу «с таким трудом достигнутый прогресс в области прав женщин с тех пор, как Талибан отошёл от власти в 2001 году».
Общая ситуация для афганских женщин улучшилась в 2000-е годы, особенно в крупных городских районах, но не для женщин сельских районов.
В 2013 году индийская писательница Сушмита Банерджи была убита в провинции Пактика боевиками. Она была замужем за афганским бизнесменом и переехала в Афганистан. Она избежала двух казней талибов в 1995 году, а затем сбежала в Индию. Её рассказ о побеге стал болливудским фильмом «Побег от Талибана».
Правительственный отчёт 2011 года показал, что 25 % женщин и девочек с диагнозом акушерская фистула (предотвратимая родовая травма) на момент вступления в брак были моложе 16 лет.
В 2013 году ООН опубликовала статистические данные, связавшие рост насилия в отношении женщин (на 20 %) с оправданием домашнего насилия консервативной религией и культурой.
Согласно афганскому законодательству женщинам по всей стране было разрешено водить транспортные средства, участвовать в Олимпийских играх и соревнованиях роботов. Правозащитные организации, в том числе Human Rights Watch и Комиссия США по международной религиозной свободе выразили обеспокоенность по поводу прав женщин в стране. Джорджтаунский институт женщин, мира и безопасности оценил Афганистан как одну из худших стран для женщин.
В 2017 году The Times отметила, что на протяжении многих лет страна медленно, но неуклонно проводила либерализацию, прогрессу способствовала политика президента Ашрафа Гани.
Согласно новому закону, подписанному президентом Гани в сентябре 2020 года, афганским женщинам было разрешено указывать свои имена в свидетельствах о рождении и удостоверениях личности своих детей. Этот закон стал крупной победой афганских активисток за права женщин, в том числе Лале Османи, которая в течение нескольких лет проводила кампанию под хэштегом #WhereIsMyName.
С 2001 по 2021 год в Афганистане существовало Министерство по правам женщин. 

### Второй Исламский Эмират Афганистан (2021—)

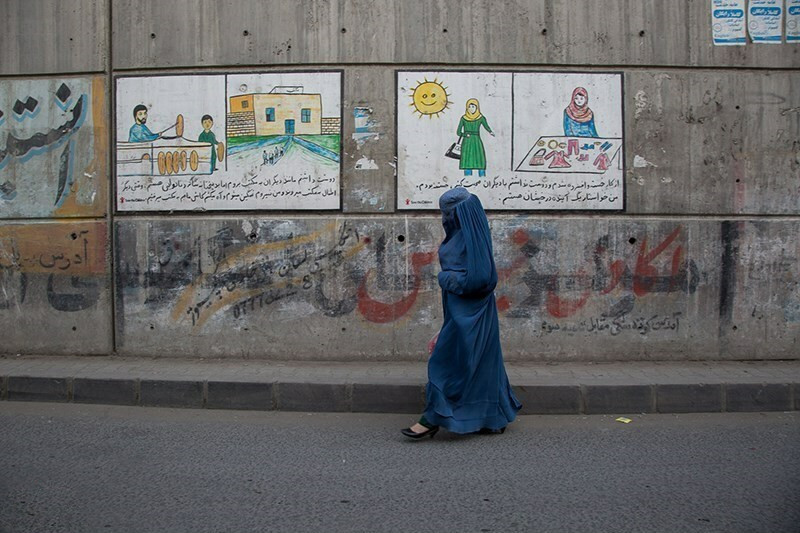
Женщина в парандже в Кабуле, сентябрь 2021 года

В августе 2021 года Талибан вернулся к власти и сформировал новое правительство, состоящее исключительно из мужчин. Временное правительство не получило международного признания из-за дискриминации женщин и меньшинств. Талибан наложил строгие ограничения на доступ женщин к образованию и работе. В некоторых районах талибы заставили женщин вообще прекратить работу. Тем не менее женщинам было позволено работать в определённых секторах с определёнными ограничениями. Обучение в младших классах возобновилось только в классах, разделённых по полу. В старших классах (с 7 по 12) и на университетском уровне занятия для девочек и женщин были приостановлены. 27 сентября 2021 года новый ректор Кабульского университета Мохаммад Ашраф Гайрат объявил, что женщинам не разрешается возвращаться в университет ни для учёбы, ни для работы. Талибан назвал причиной этих мер соображения безопасности, однако не уточнил, при каких условиях девочкам будет разрешено вернуться в школу. Проблема раздельного транспорта для женщин и мужчин, о которой заявляет Талибан, как о причине запрета девочек на обучение, не имела решения ни в 2001 году, ни в 2021 году. Помимо ограничений на доступ к образованию и работе, женщинам не разрешается выходить из дома без члена семьи мужского пола (ещё до вывода войск США в таких общинах, как Гильменд, местным женщинам было приказано не покидать свои дома). Якобы озабоченность проблемами безопасности является лишь оправданием для ограничения прав женщин.
Министерство по делам женщин было упразднено. В середине сентября 2021 года мэр Кабула заявил, что практически все женщины, занимающие должности в муниципальных городах, будут заменены мужчинами». Протесты женщин, последовавшие за этими заявлениями, особенно в Кабуле, были встречены насилием со стороны сил безопасности Талибана.
В мае 2022 года «Министерство по пропаганде добродетели и предотвращению порока» опубликовало указ, требующий от всех женщин в Афганистане носить покрывало, закрывающее все тело, в общественных местах (паранджу, либо абайю в паре с никабом, оставляющим только глаза). Карательные меры за неисполнение (штрафы, тюремное заключение или увольнение с государственной должности) были возложены на «опекунов»-мужчин. Правозащитные группы, в том числе Миссия ООН в Афганистане, резко раскритиковали это решение. Ожидается, что это решение отрицательно повлияет на шансы Исламского Эмирата на международное признание.

## Насилие в отношении афганских женщин
С младенчества девочки и женщины находятся под властью своих отцов, братьев, а потом мужей. Их свобода передвижения ограничена, ограничен выбор мужей, они лишены образования и экономической свободы. В добрачных и послебрачных отношениях их способность отстаивать свою экономическую и социальную независимость ограничивается их семьями. Большинство замужних афганских женщин вынуждены терпеть насилие. Если они пытаются выбраться из ситуации насилия, они неизменно сталкиваются с социальной стигмой, социальной изоляцией, преследованиями за выход из дома со стороны властей и убийствами чести со стороны своих родственников.
Высокий уровень неграмотности среди населения ещё больше усугубляет проблему. Ряд женщин по всему Афганистану считают, что насилие над ними со стороны мужей допустимо.
В 2009 году был подписан закон об искоренении насилия в отношении женщин (EVAW), созданный такими организациями, как: ЮНИФЕМ, «Права и демократия», Сеть афганских женщин, Женская комиссия в парламенте и Министерство по делам женщин Афганистана.
В марте 2015 года Фархунда Маликзаде, 27-летняя афганка, была публично избита и убита разъярённой толпой радикальных мусульман в Кабуле по ложному обвинению в осквернении Корана. Сразу после её смерти ряд видных государственных деятелей призвали в Facebook к поддержке линчевания. Позже выяснилось, что она не сжигала Коран.
В 2018 году Amnesty International сообщила, что насилие в отношении женщин совершается как государственными, так и негосударственными субъектами.
В апреле 2020 года HRW сообщила, что в Афганистане женщины с ограниченными возможностями сталкиваются со всеми формами дискриминации и сексуальных домогательств, также подробно были описаны повседневные препятствия, с которыми сталкиваются афганки.
Случаи насилия над женщинами:
- 14 августа 2020 года Фавзия Куфи, входящая в команду из 21 человека для представления правительства Афганистана на мирных переговорах с Талибаном, была ранена в результате покушения[96]
- На 33-летнюю афганку напали трое человек, когда она шла с работы домой. Её ранили ножом в глаза из-за чего она потеряла зрение. Талибы отвергли обвинения и заявили, что нападение было совершено по приказу её отца, поскольку он категорически против её работы вне дома[97].

Совет ООН по правам человека сообщил, что одна- две женщины в Афганистане совершают самоубийство каждый день. Глава ООН по правам человека Мишель Бачелет осудила дискриминацию афганок.
В 2021 году, на фоне многочисленных мирных демонстраций, Талибан применил насильственную тактику против женщин, чтобы подавить инакомыслие (дубинки, кнуты и боевые патроны). Подобные действия Талибана серьёзно ограничивают свободу собраний и нарушают Международный билль о правах человека.
12 августа 2022 года эксперты ООН по правам человека призвали международное сообщество принять решительные меры для защиты афганцев от нарушений прав человека. С момента захвата Афганистана талибами в августе 2021 года ООН сообщила о множестве нарушений прав человека, совершенных талибами, причём их систематическое притеснение женщин и девочек являются особенно вопиющими.

### Убийства чести
В 2012 году в Афганистане было зарегистрировано 240 случаев убийств чести. 21 % убийств были совершены мужьями жертв, 7 % — их братьями, 4 % — их отцами, а остальные — другими родственниками жертв.
В мае 2017 года Миссия ООН по содействию Афганистану констатировала факт, что большинство виновных в убийствах чести не понесли наказания.
Случаи убийств чести:
- 12 июля 2021 года женщина в провинции Фарьяб была забита до смерти боевиками Талибана[102]
- В августе 2021 года в провинции Балх боевиками Талибана было совершено убийство афганки, одетой в облегающую одежду и без сопровождающего родственника-мужчины[103].

## Политика и занятость

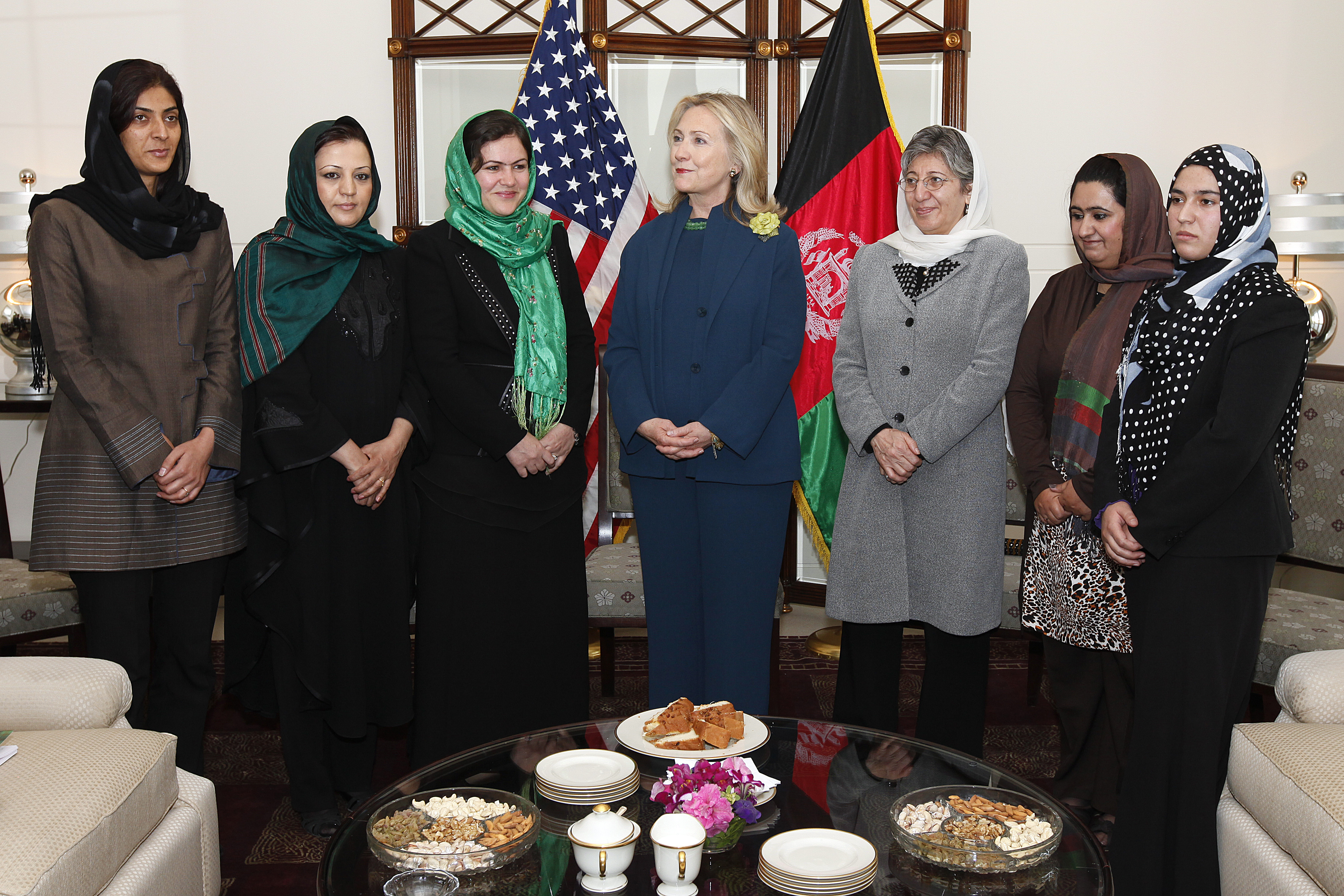
Госсекретарь США Хиллари Клинтон стоит рядом с афганскими женщинами-политиками, в том числе Симой Самар слева от неё, Фаузией Куфи (с зелёным платком) справа и Селай Гаффар в крайнем правом углу

Большое количество афганских женщин были членами парламента до падения Кабула в начале 2021 года Среди них были Шукрия Баракзай, Фаузия Гайлани, Нилофар Ибрагими Фаузия Куфи и Малалай Джойя. Несколько женщин также были министрами, в том числе Сухайла Седдики, Сима Самар, Хусн Бану Газанфар и Сурая Далил. Хабиба Сараби стала первой женщиной- губернатором Афганистана, она также была министром по делам женщин. Азра Джафари стала первой женщиной-мэром города Нили, столицы провинции Дайкунди. Ройя Рахмани была первой женщиной-послом Афганистана в США. В сентябре 2020 года Афганистан впервые получил место в Комиссии ООН по положению женщин.

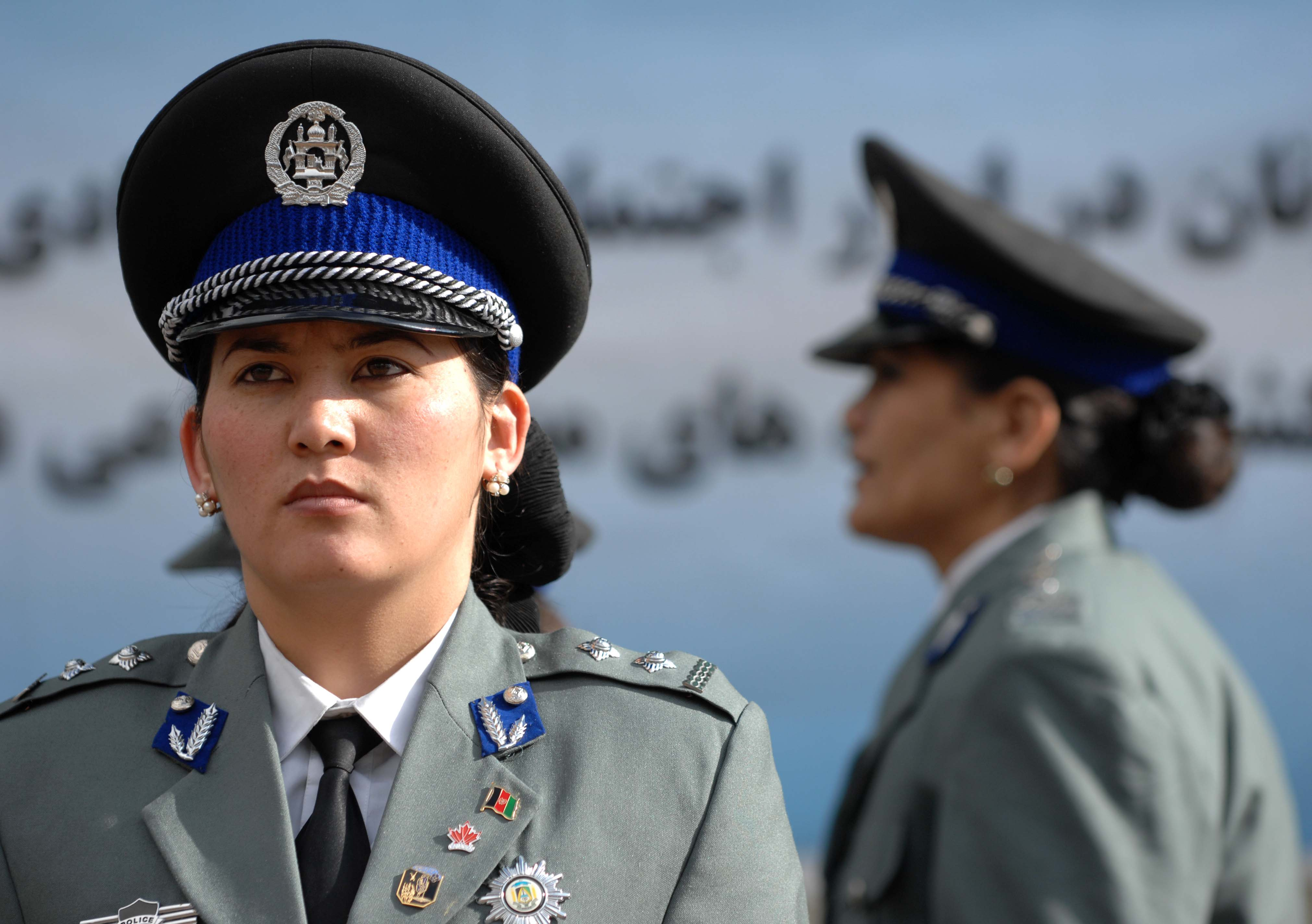
Женщины-офицеры Афганской национальной полиции

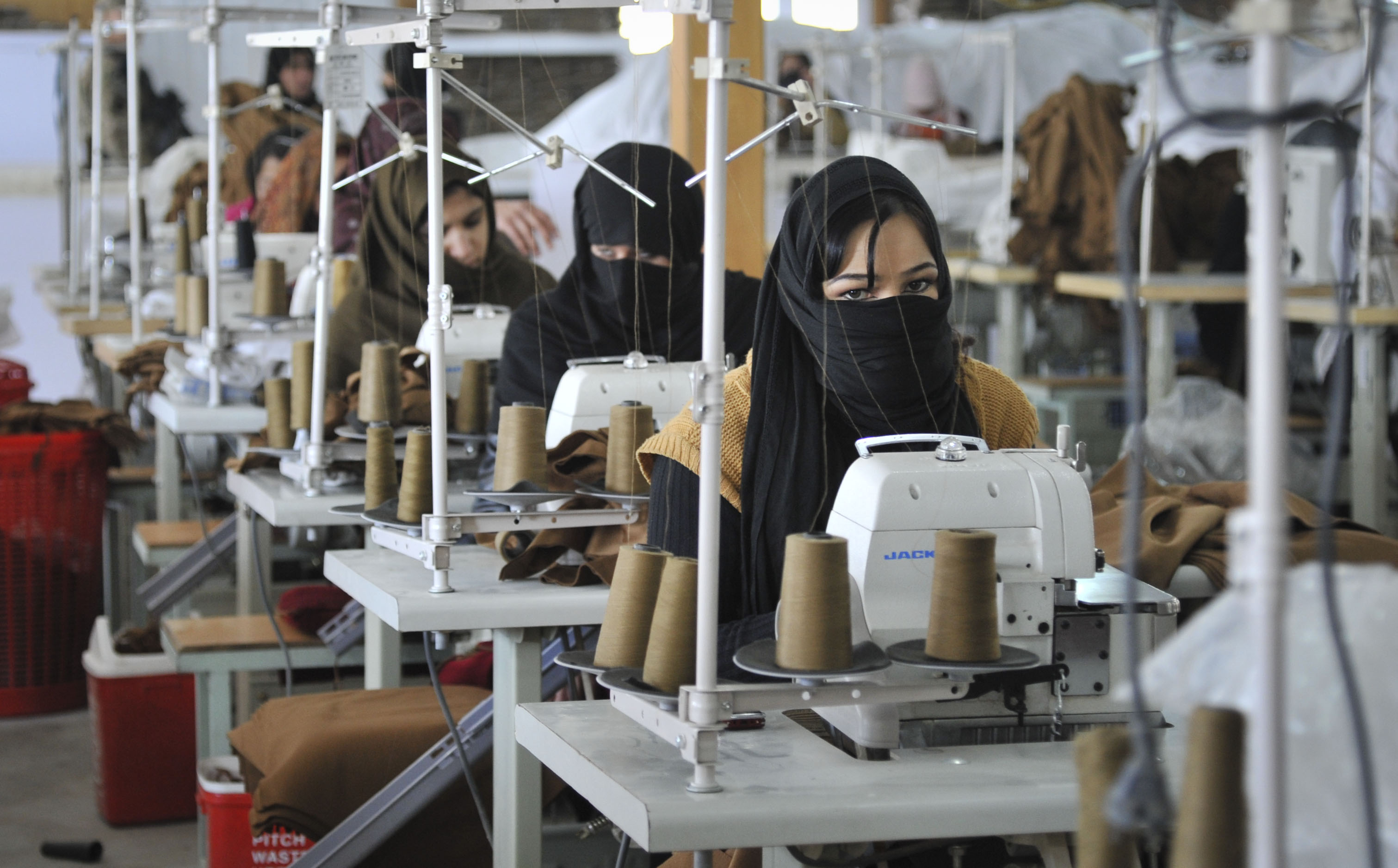
Машинная вышивка очень популярна в Афганистане. Почти в каждом доме есть швейная машина

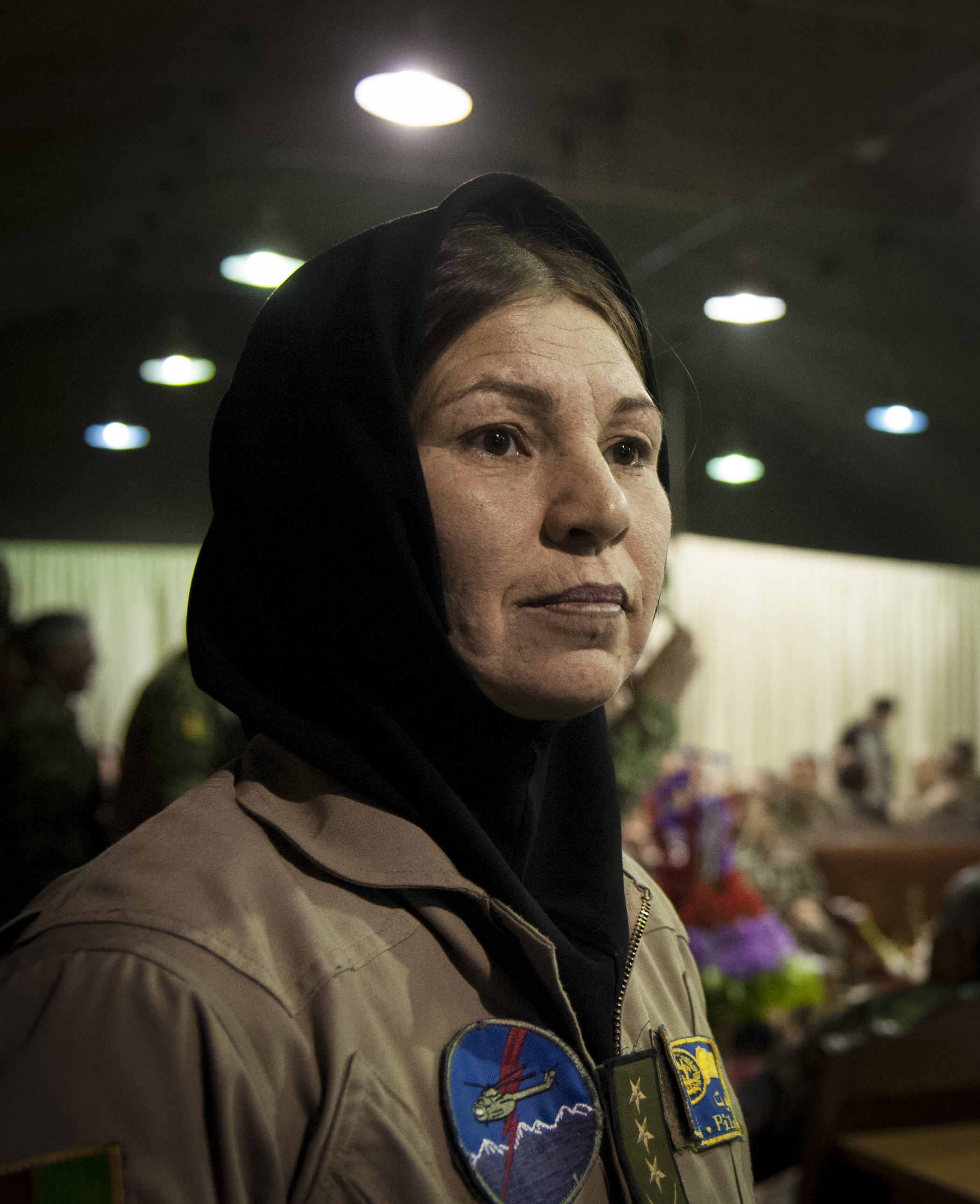
Полковник Латифа Набизада из ВВС Афганистана в 2013 году

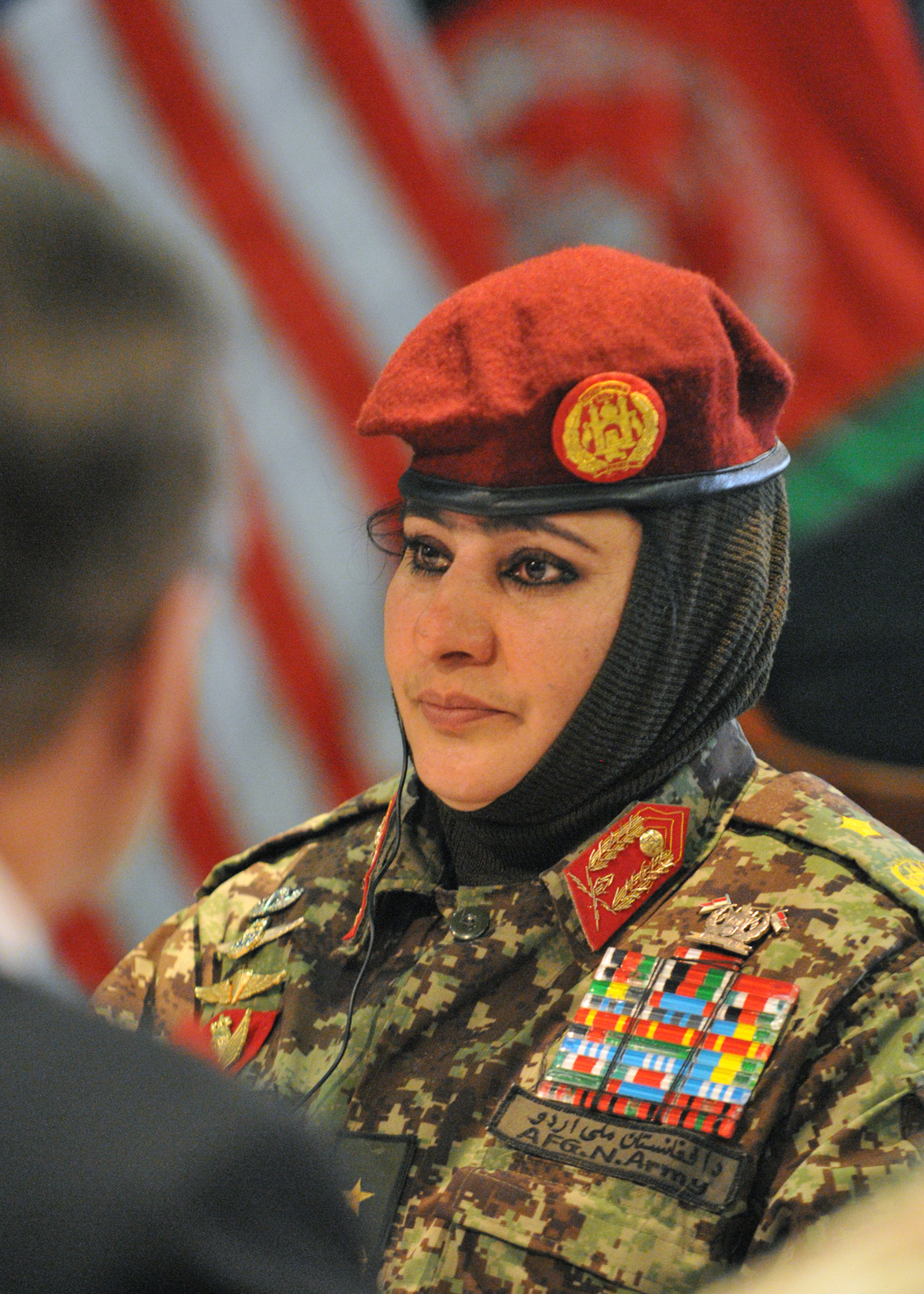
Бригадный генерал Хатул Мохаммадзай Афганской национальной армии в 2012 году

В Афганских силах национальной безопасности (АНСБ), в состав которых входит Афганская национальная полиция, служили женщины-офицеры. Хатуль Мохаммадзай дослужилась до бригадного генерала Афганской национальной армии. В 2012 году Нилуфар Рахмани стала первой женщиной-пилотом ВВС Афганистана, следуя по стопам полковника Латифы Набизады, первой афганской женщины-пилота вертолёта. Среди других известных афганских женщин — Нагма, Ариана Саид, Сита Касеми, Ялда Хаким, Ройя Махбуб, Азиза Сиддики, Мэри Акрами, Сурая Пакзад, Важма Фрог, Шукрия Асил, Шафика Курайши, Мария Башир, Марьям Дурани, Малалай Бахадури и Насрин Оряхил.
Большой процент женщин — профессиональные портнихи, работающие на дому.
После падения Талибана в 2001 году некоторые женщины стали предпринимательницами, открыв свой бизнес. Например, Мина Рахмани стала первой женщиной в Афганистане, открывшей боулинг- центр в Кабуле. Некоторые занимались пением, актёрским мастерством, работали на радио. В 2015 году 17-летняя Негин Хполвак стала первой в Афганистане женщиной-музыкальным дирижёром.
В 2014 году женщины составляли 16,1 % рабочей силы в Афганистане. Массовая безработица из-за плохого состояния экономики приводит к тому, что женщины часто не могут найти работу, где они получают достаточную оплату.
Одной из областей экономики, где женщины действительно играют значительную роль, является сельское хозяйство (30 % занятых в сельском хозяйстве составляют женщины). Но при этом женщины часто зарабатывают в три раза меньше, чем мужчины.
Доля женщин была высока в сфере медицины и средств массовой информации и постепенно продвигалась в сфере правосудия. Так женщину могла лечить только врач-женщина, то 50 % медработников составляли женщины. Растет и число женщин, работающих в средствах массовой информации. В 2008 году сообщалось, что почти на дюжине телевизионных станций в качестве ведущих, а также женщин-продюсеров работали только женщины. Поскольку женщинам предоставляется больше возможностей в сфере образования и трудоустройства, все больше из них выбирают карьеру в медицине, средствах массовой информации и юстиции.
Однако даже женщинам, которым была предоставлена возможность сделать карьеру, приходилось совмещать домашние обязанности с работой, Поскольку экономика Афганистана слаба, очень немногие женщины могут позволить себе нанять помощницу по дому, поэтому они вынуждены выполнять всю работу по дому преимущественно самостоятельно.
В 2020 году 30 % сотрудников Национальной авиакомпания Ariana Afghan Airlines составляли женщины. В феврале 2021 года компания Kam Air выполнила первый рейс с женским экипажем, включая афганского пилота, на внутреннем рейсе из Кабула в Герат.
24 декабря 2022 года Талибан объявил, что запретит афганским женщинам работать в национальных и международных группах помощи. НПО прекратили свою деятельность. Глава гуманитарной организации ООН Мартин Гриффитс заявил, что ждет от официальных лиц Талибана списка указаний, которые позволят афганским женщинам работать в гуманитарном секторе.
5 июня 2023 года Норвежский совет по делам беженцев (NRC) получил разрешение возобновить свои гуманитарные операции в южной части Кандагара, который считается родиной талибов.

## Образование

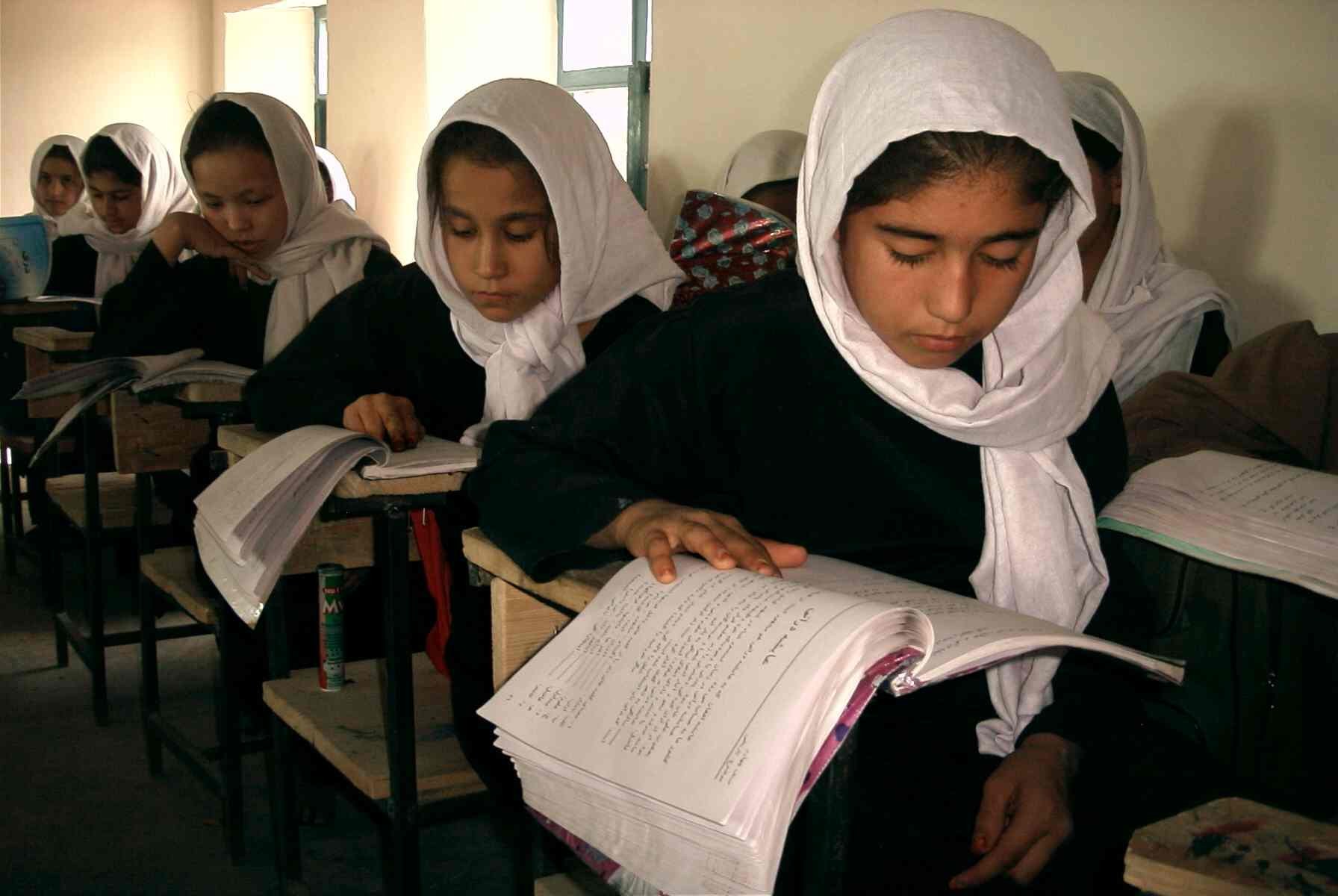
Школьницы в провинции Саманган (2006 г.)

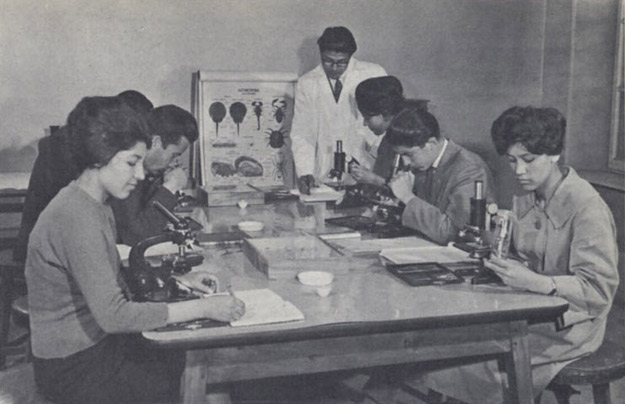
Урок биологии в Кабульском университете в конце 1950-х или начале 1960-х годов

В начале XX века образование для афганок было крайне редким из-за отсутствия школ для девочек. Иногда девочкам удавалось получить образование на уровне начальной школы, но не средней.
Во время правления Захир Шаха (1933—1973) образование женщин стало приоритетом, и молодых девушек начали отправлять в школы.
Кабульский университет был открыт для девочек в 1947 году, и к 1973 году в школах по всему Афганистану обучалось около 150 000 девочек. К сожалению, замужество в молодом возрасте являлось причиной высокого процента отсева, но все больше и больше девочек стали заниматься профессиями, которые когда-то считались предназначенными только для мужчин. После гражданской войны и захвата власти талибами женщины были лишены этих возможностей и отправлены обратно под контроль своих мужей и отцов.
Во время режима Талибана преподавательницы начали тайно давать образование молодым девушкам (а также некоторым мальчикам) в своих районах, обучая одновременно от десяти до шестидесяти детей. Дома этих женщин стали общественными домами для студентов и полностью финансировались и управлялись женщинами. Новости об этих секретных школах распространялись из уст в уста от женщины к женщине.
Школьные принадлежности прятали под паранджу, чтобы пойти в школу. В этих школах молодых женщин обучали литературным навыкам, навыкам счёта и различным другим предметам, таким как биология, химия, английский язык, изучение Корана, кулинария, шитье и вязание. Многие преподавательницы, были пойманы талибами и подвергнуты преследованиям, заключению в тюрьму и пыткам.
Талибан по-прежнему выступает против образования афганских мальчиков и девочек (сжигают школы, убивают учеников и учителей всеми возможными способами, включая химическое оружие).
В июне 2012 года 15 подозреваемых были задержаны Национальным управлением безопасности Афганистана (НУБ) «в связи с серийными нападениями на школы на севере Афганистана». НУБ полагает, что за этой идеей стояла межведомственная разведка Пакистана. В тот же период Пакистан отказывался доставлять школьные учебники, предназначенные для Афганистана.
В 2015 году Кабульский университет начал первый в Афганистане магистерский курс по гендерным и женским исследованиям.
Афганские женщины получают образование в Казахстане в рамках казахстанско-афганской государственной образовательной программы, спонсируемой Республикой Казахстан. В сентябре 2018 года Казахстан достиг соглашения с Европейским Союзом о выделении 2 миллионов евро на обучение и образование афганских женщин в Казахстане.
В 2019 году Казахстан, ЕС и ПРООН запустили пятилетнюю образовательную программу по обучению нескольких десятков афганских женщин в казахстанских университетах. В 2019 году почти 900 выпускников казахстанской программы занимали руководящие должности в администрации президента Афганистана, министерствах, пограничной службе и полиции, работали врачами, инженерами и журналистами.

## Спорт
Афганские спортсменки были вынуждены преодолевать семейное давление и социальные табу.
Некоторые девушки тайно занимались спортом, без ведома своих семей. В некоторых семьях спорт считался неуместным и даже бесчестным для женщин.
Афганкам-спортсменкам угрожали, предлагая вообще прекратить заниматься спортом или внести изменения, например, в одежду во время занятий спортом.
Афганские женщины занимались мини-футболом, футболом, баскетболом, лыжным спортом и различными другими видами спорта.
В 2015 году Афганистан провёл свой первый марафон. Среди тех, кто пробежал весь марафон, была одна женщина, Зайнаб, 25 лет, которая, таким образом, стала первой афганской женщиной, пробежавшей марафон в пределах своей страны.
В 2000 году Афганистан был исключён из Олимпийских игр из-за притеснения женщин и различных нарушений прав человека.
В 2004 году, через три года после падения режима Талибана, Афганистан впервые отправил спортсменок на Олимпийские игры. Четыре женщины выступали на Олимпийских играх под афганским флагом.
Вершина женской лёгкой атлетики в Афганистане, возможно, пришлась на Олимпийские игры 2012 года в Лондоне, когда Тахимина Кохистани представляла Афганистан в женском спринте на 100 метров. Она не выиграла соревнование, но рассматривала соревнование как способ публично продемонстрировать условия жизни в её родной стране. Авиште Аюбе финансировала Афганскую молодёжную спортивную биржу и отвечала за распространение женского футбола по всему Афганистану.
Капитан женской сборной Афганистана по крикету Диана Баракзай ссылается на то, что женщины «становятся жертвами неприемлемых правил, которые не позволяют им выходить из дома».
В 2018 году Самира Ашгари стала первой афганкой, назначенной в Международный олимпийский комитет, а в 25 лет она стала одним из самых молодых членов в истории МОК Афганистана.

## Брак и воспитание детей

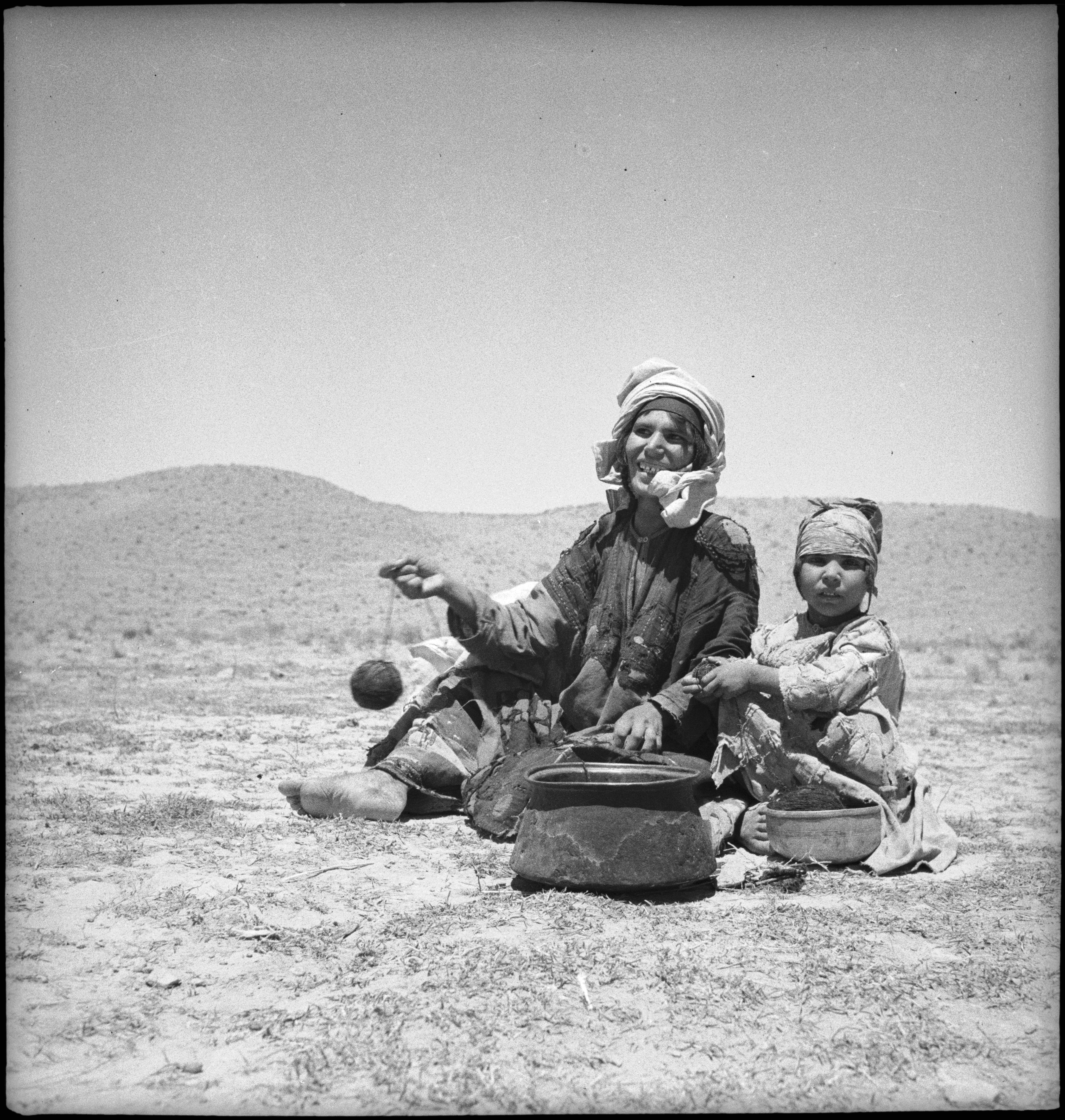
Мать с ребёнком в провинции Герат, 1939 год

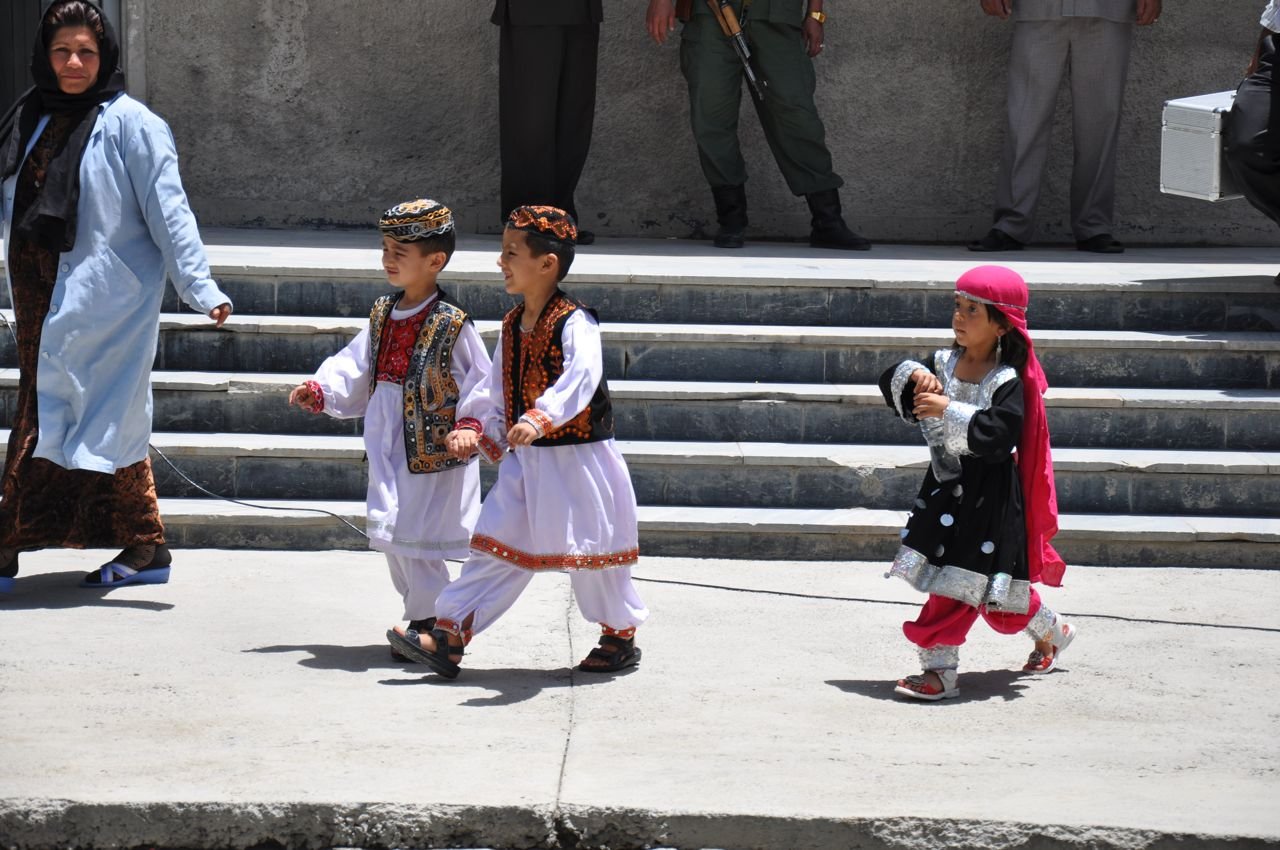
Мать с детьми в День матери в Кабуле

Браки в Афганистане обычно заключаются в соответствии с исламом и культурой Афганистана. Законный возраст вступления в брак в Афганистане — 16 лет.
Браки заключаются на основе принадлежности к:
- различным исламским течениям,
- различным этносам,
- различным племенам.

Редко можно увидеть брак между пуштуном-суннитом и хазарейцем-шиитом. Нация представляет собой патриархальное общество, в котором пожилые мужчины имеют право решения за всю свою семью. Мужчина может развестись со своей женой без её согласия, тогда как жена не может.
В стране высокий общий коэффициент рождаемости: по состоянию на 2015 год он составлял 5,33 рождённых ребёнка на одну женщину. Только 21,2 % женщин пользовались контрацептивами в 2010/11 году.
В Афганистане существуют браки по расчёту и принудительные браки. После заключения брака две семьи подписывают контракт, который обе стороны обязаны соблюдать в социальном и культурном отношении. В семьях с низким доходом жених обычно платит выкуп семье невесты, размер которого оговаривается только между родителями. Выкуп за невесту рассматривается как компенсация денег, которые семье невесты пришлось потратить на её уход и воспитание. Почти в 50 % случаев невеста моложе 18 лет, а в 15 % браков невеста моложе 15 лет. Иногда женщины прибегают к самоубийству, чтобы избежать таких браков.
В некоторых районах женщин и девочек иногда обменивают, используя метод разрешения споров (баад). Сторонники баада утверждают, что он помогает предотвратить вражду и насилие между семьями, хотя сами женщины иногда подвергаются значительному насилию как до, так и после вступления в брак через баад. Практика баада технически незаконна в Афганистане.
Согласно афганскому законодательству, «если женщина добивается развода, она должна получить одобрение мужа и нуждаться в свидетелях, которые смогут засвидетельствовать в суде, что развод оправдан».
Первым случаем, когда женщина развелась с мужчиной в Афганистане, был развод, инициатором которого стала Рора Асим Хан, которая развелась со своим мужем в 1927 году. Этот развод был исключением, поскольку Рора Асим Хан была иностранной гражданкой, которая добилась развода при содействии посольства Германии.
Хотя гражданам мужского пола разрешено вступать в брак с иностранками-немусульманками, это незаконно для граждан-женщин, и афганское законодательство считает всех граждан Афганистана мусульманами.
17 сентября 2020 года афганское законодательство, после трёхлетней борьбы под хэштегом #WhereIsMyName, разрешило указывать в удостоверениях личности не только имя отца, но и имя матери.

## Галерея

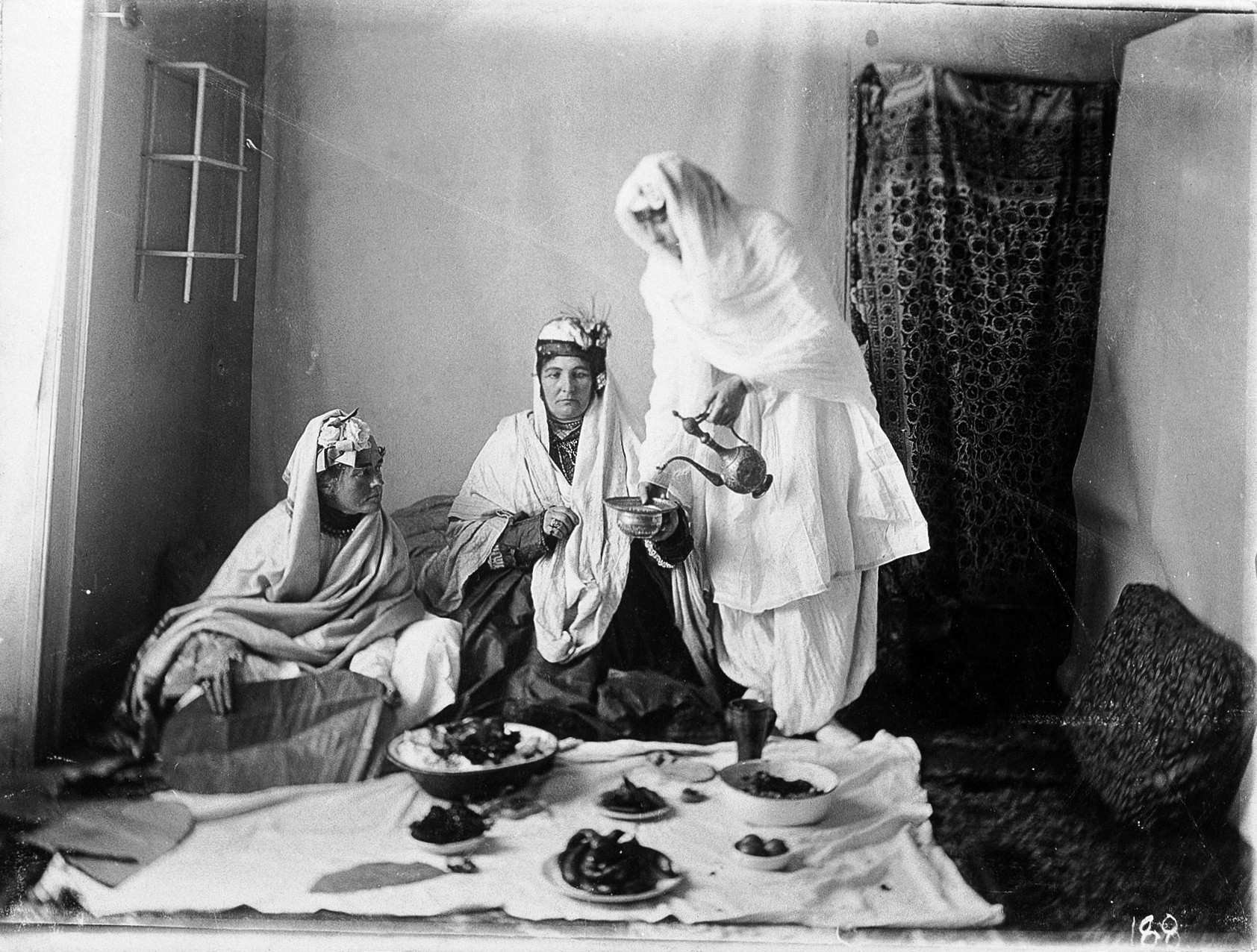
Трапеза женщин королевского гарема.
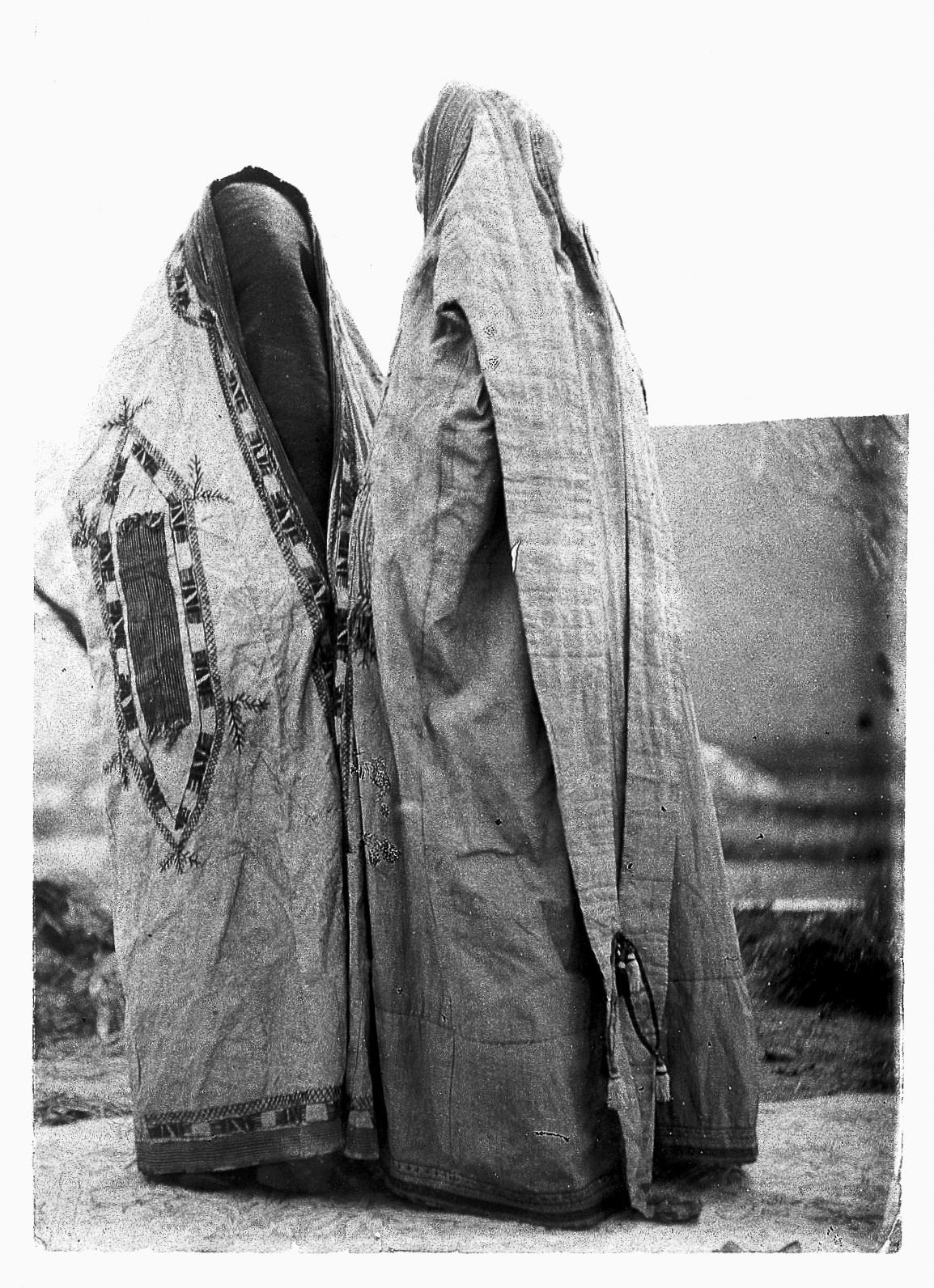
Афганки в платье Пурда (Чадор).
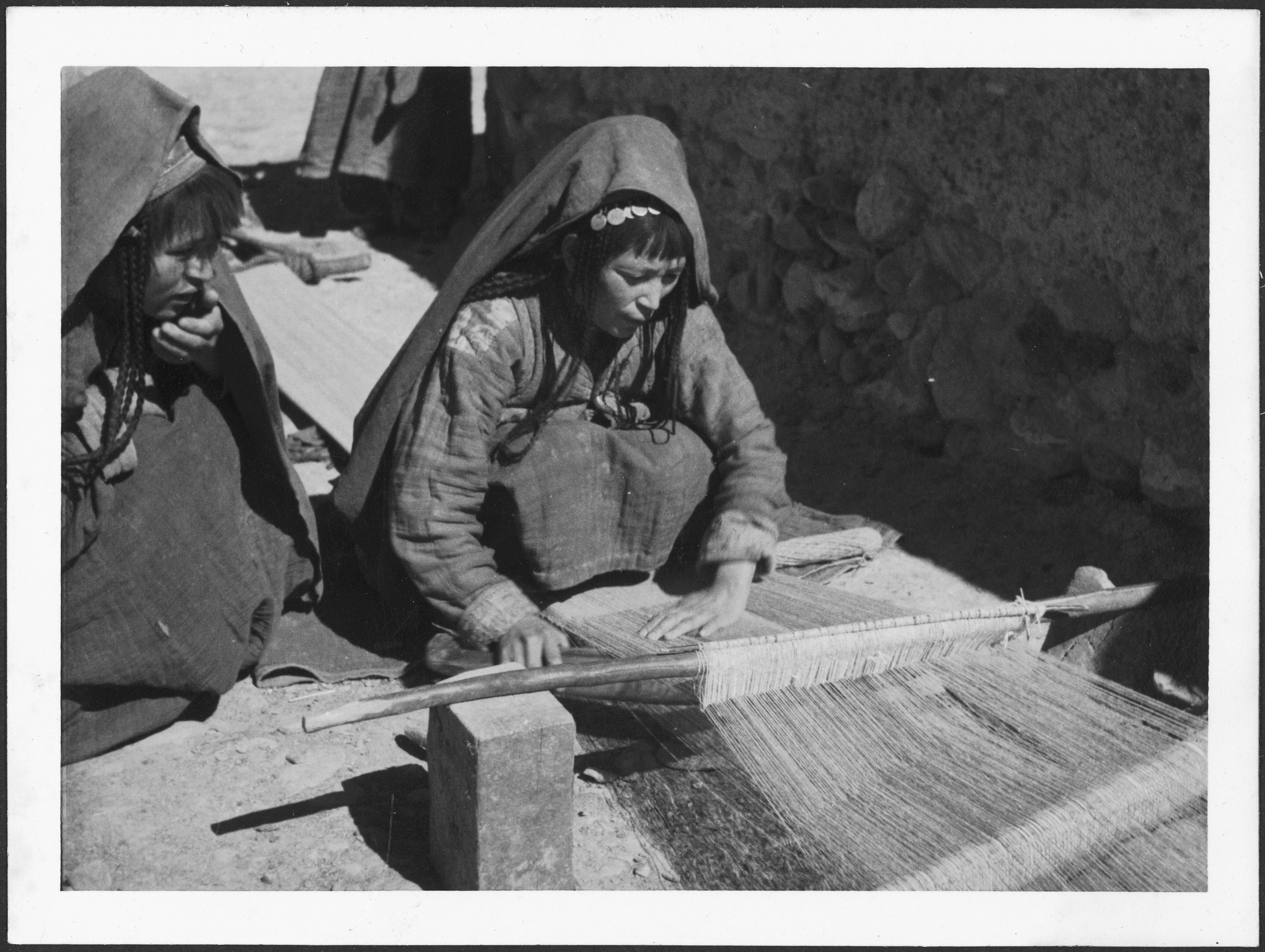
Туркменские женщины ткачихи в Афганистане, ок. 1939 года;
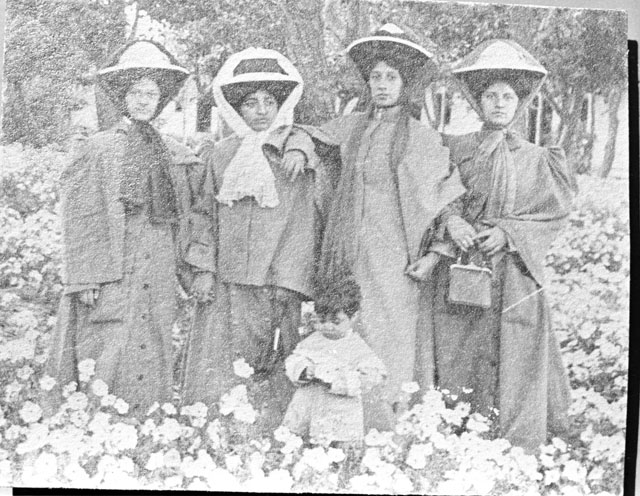
Афганские женщины в 1920-е годы
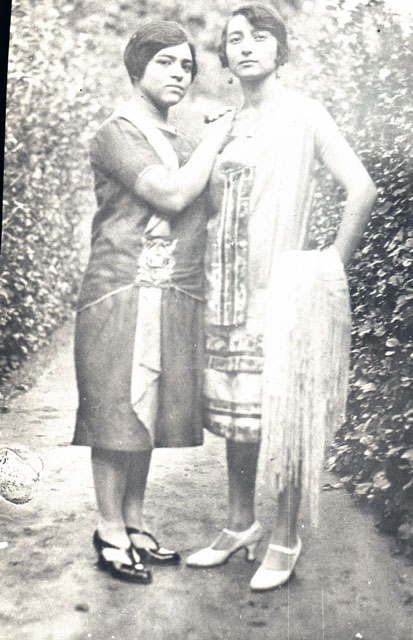
Женщины Афганистана — 1920-е гг.
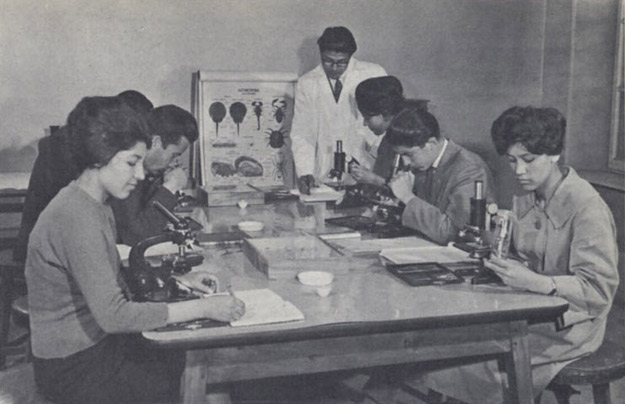
1950-е годы, класс биологии, Кабульский университет.
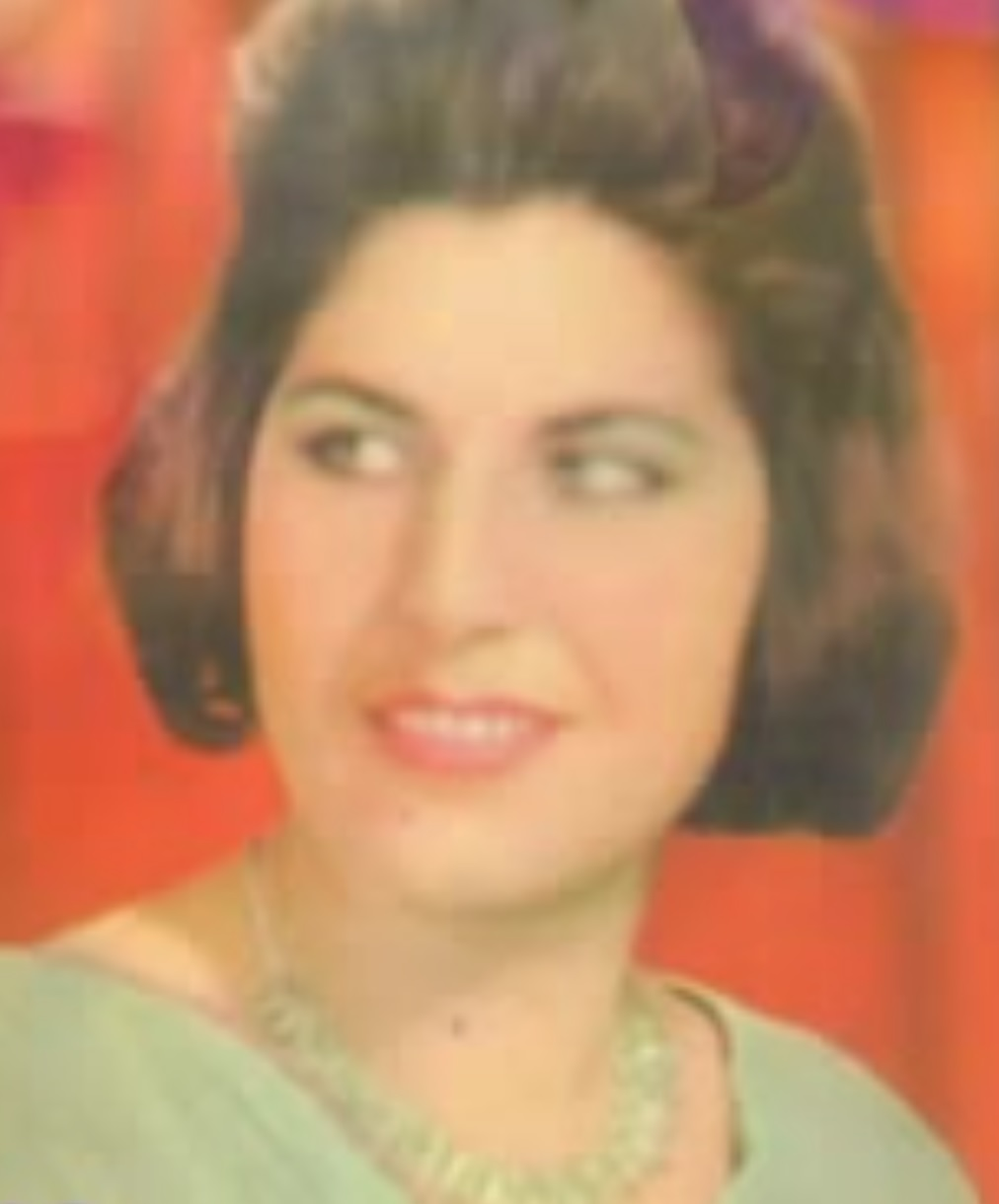
Рухшана в 1960-х годах.
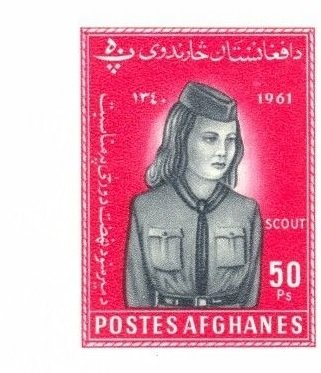
Почтовая марка Афганистана с изображением девушки-скаута(1961 г.)
Афганские племена , 1975 год.
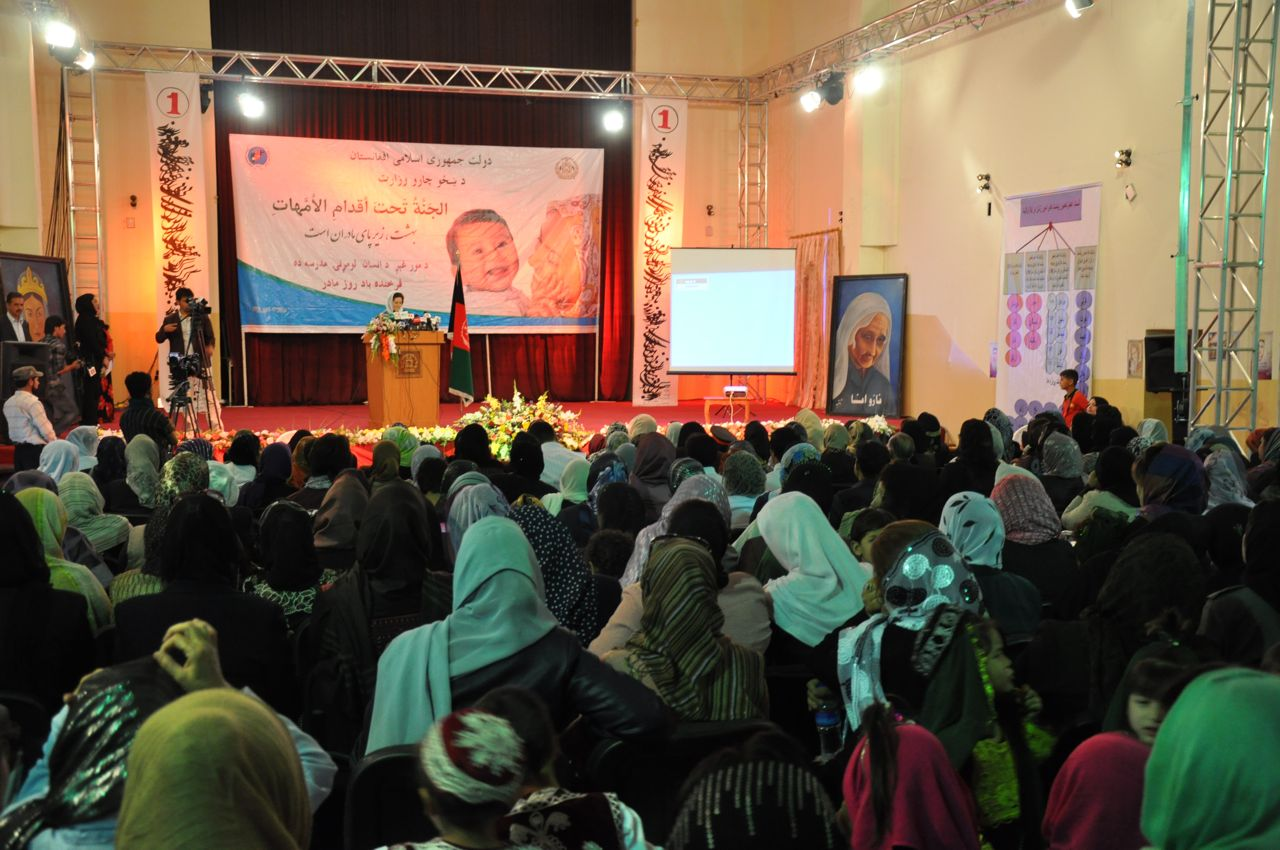
Мероприятие, посвящённое Дню матери в Афганистане
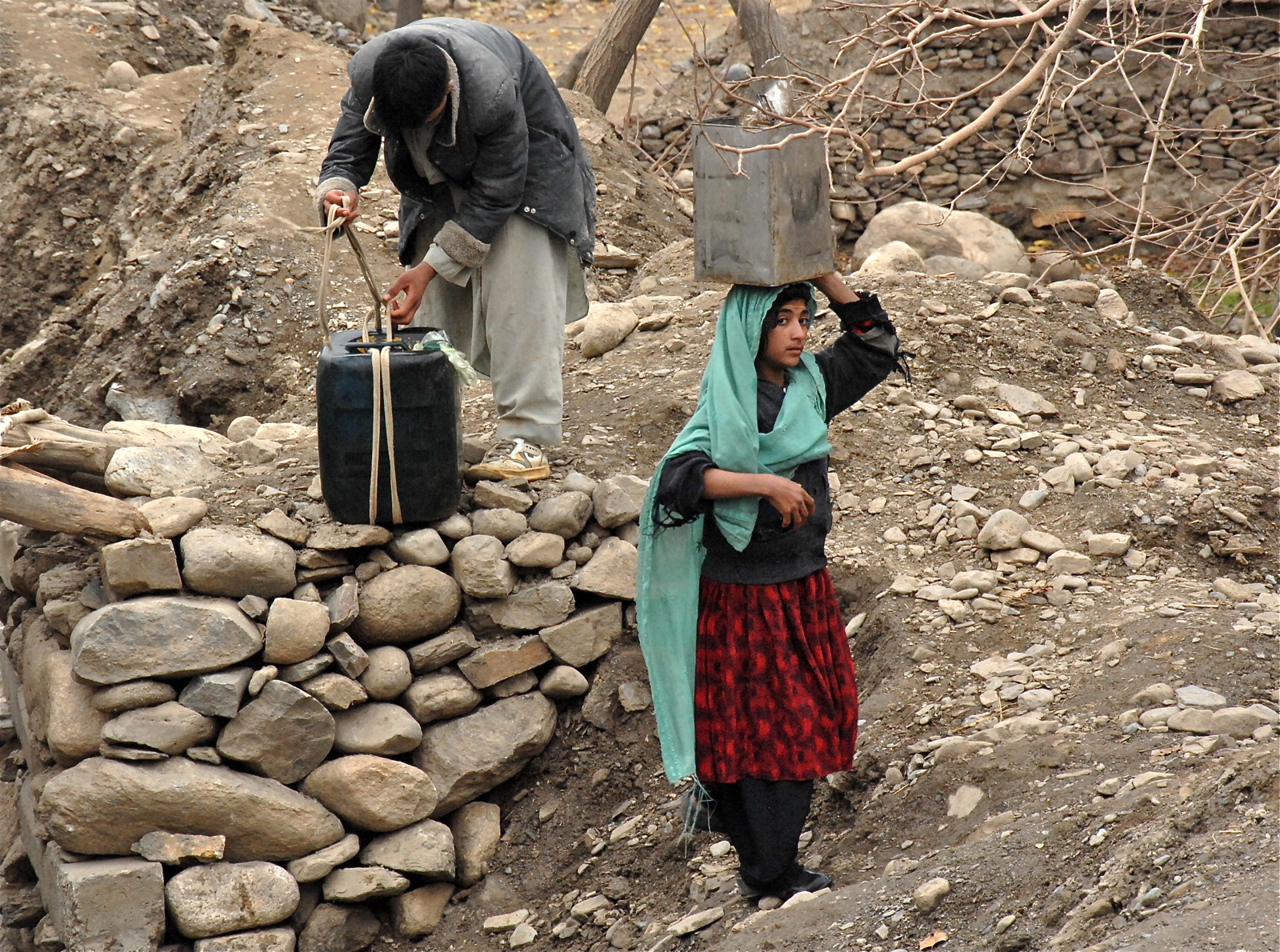
Молодая женщина черпает воду
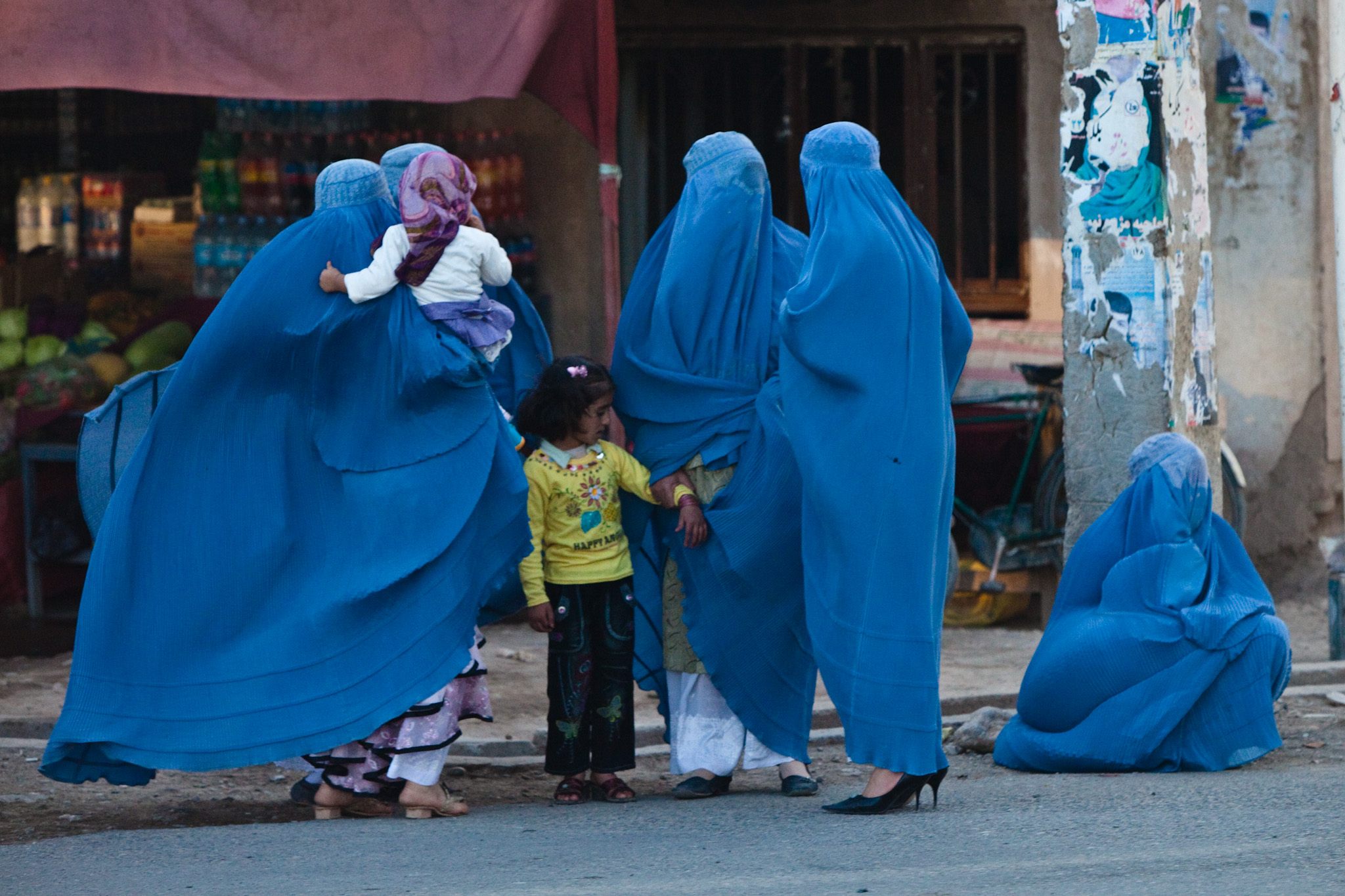
Группа женщин в парандже в Герате.
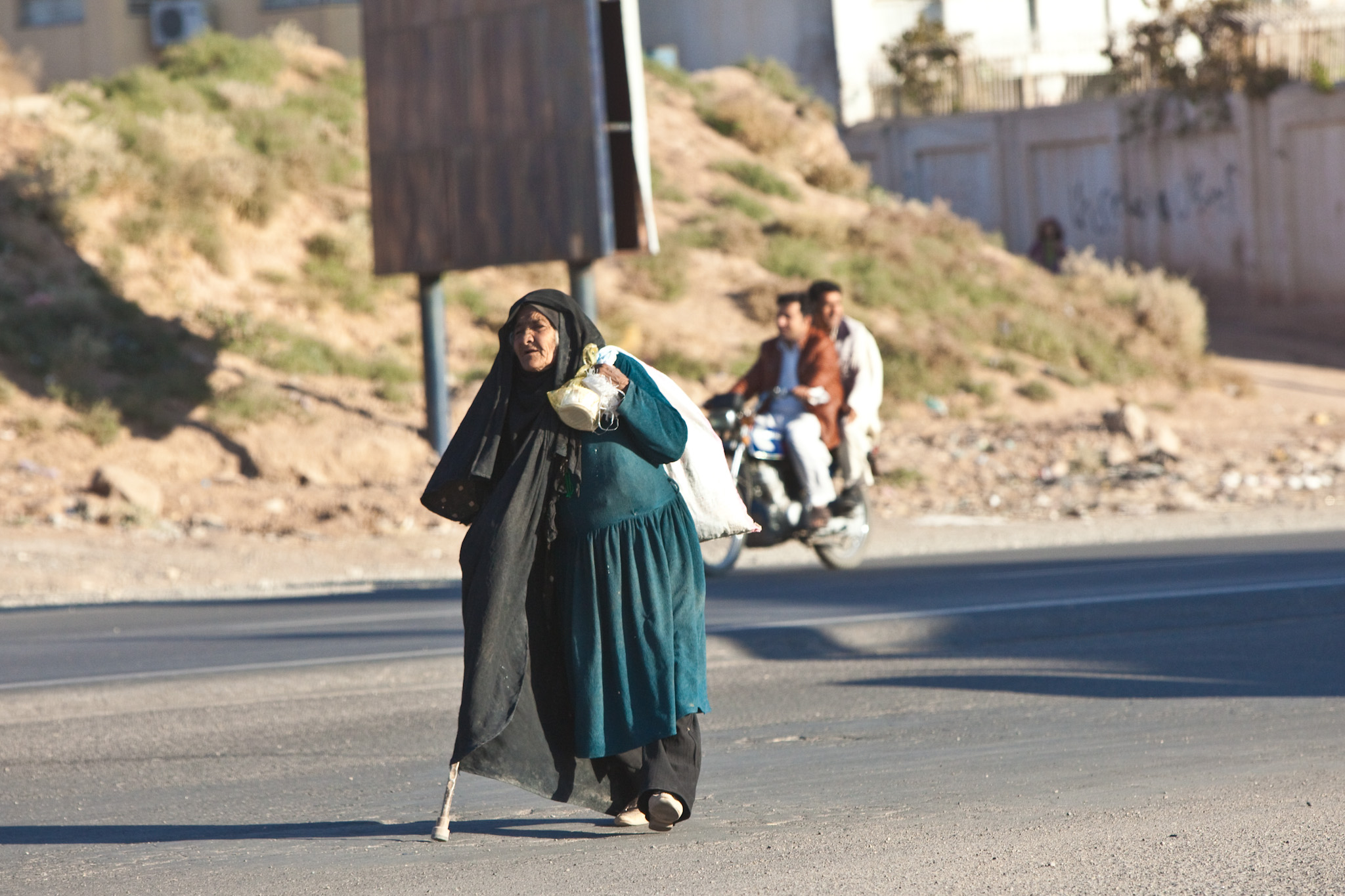
Старуха в Герате
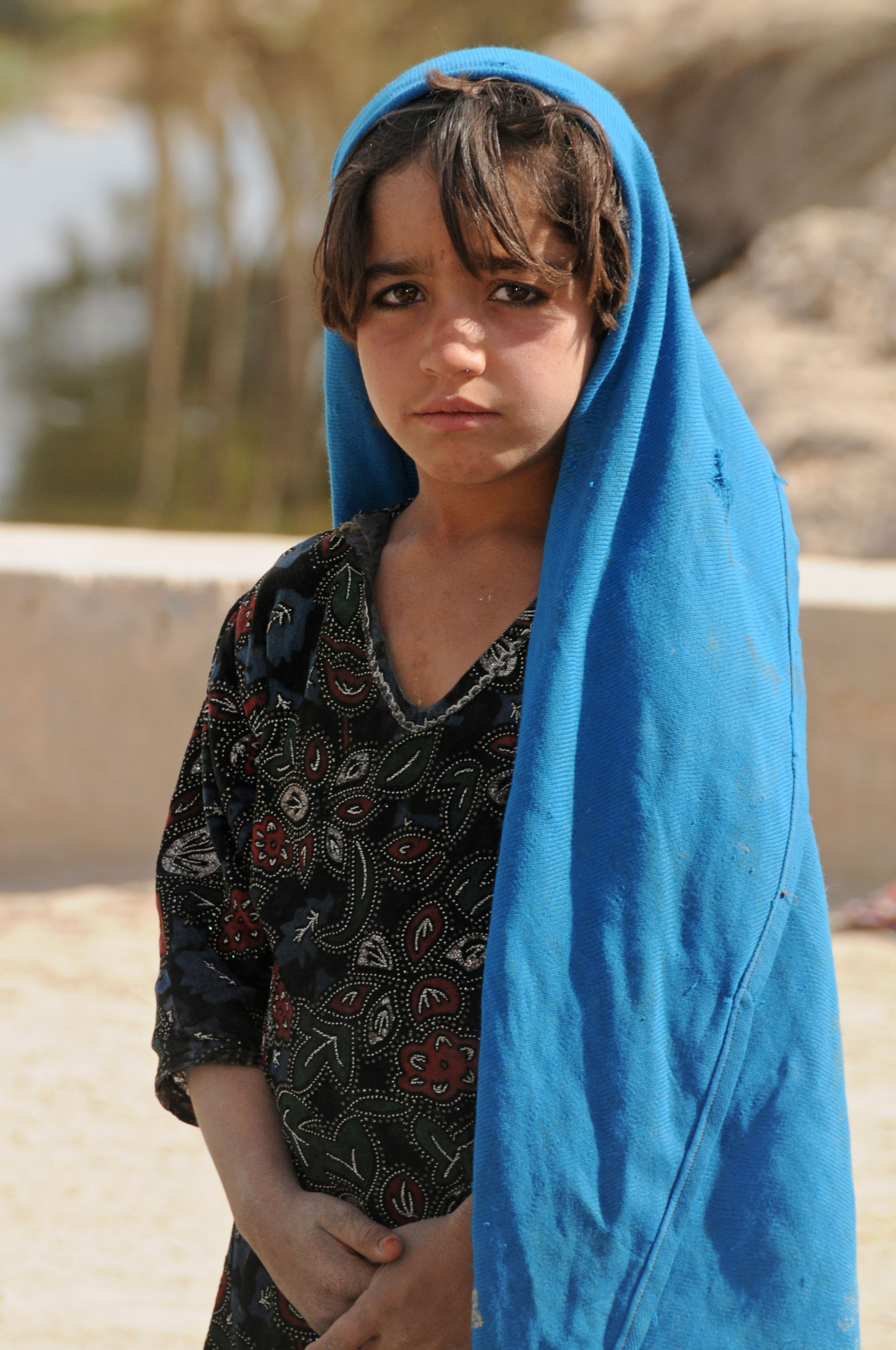
Афганская девочка в провинциb Орузган.
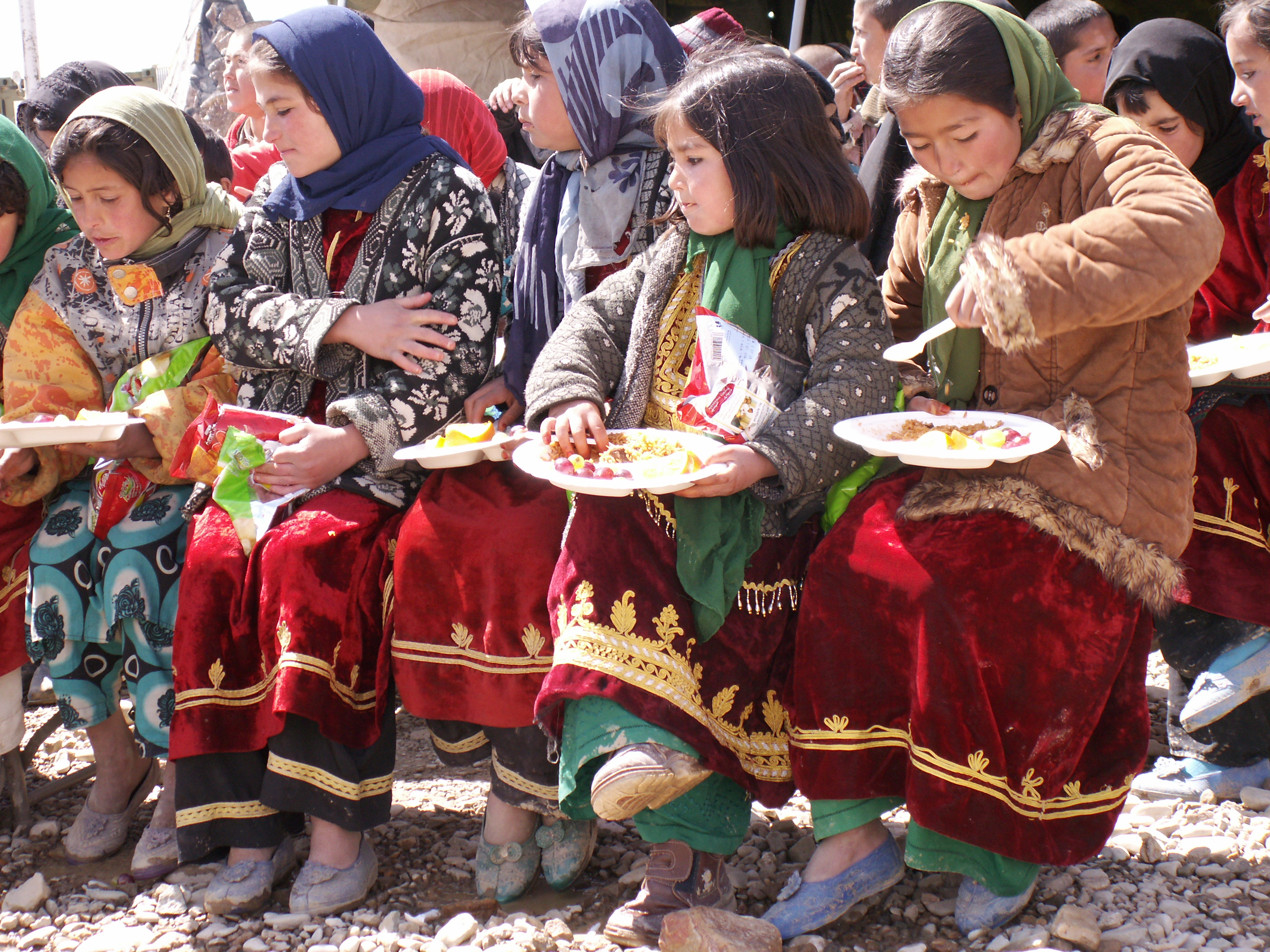
Девочки в Чагчаране
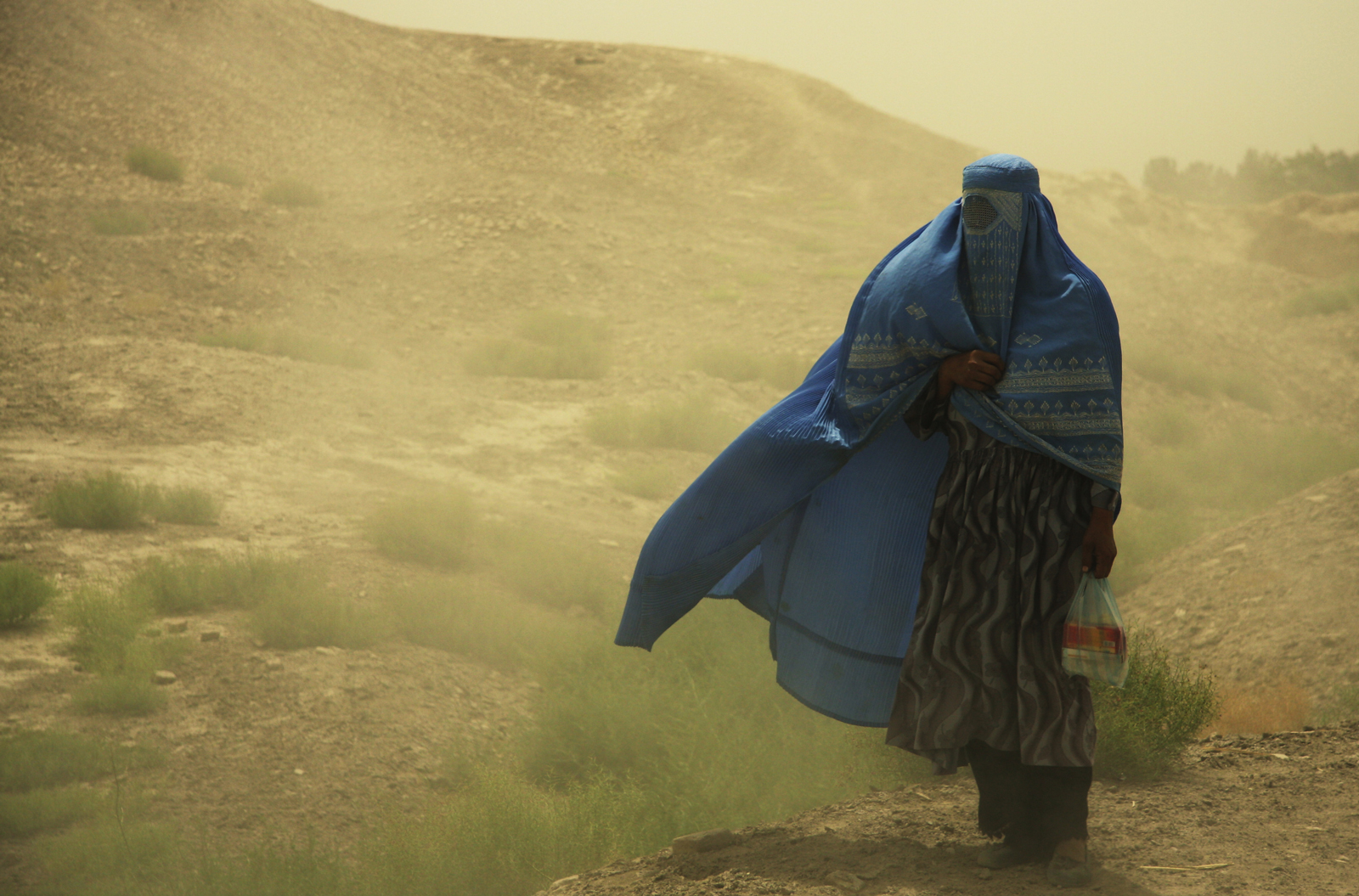
Женщина в парандже возле Балха
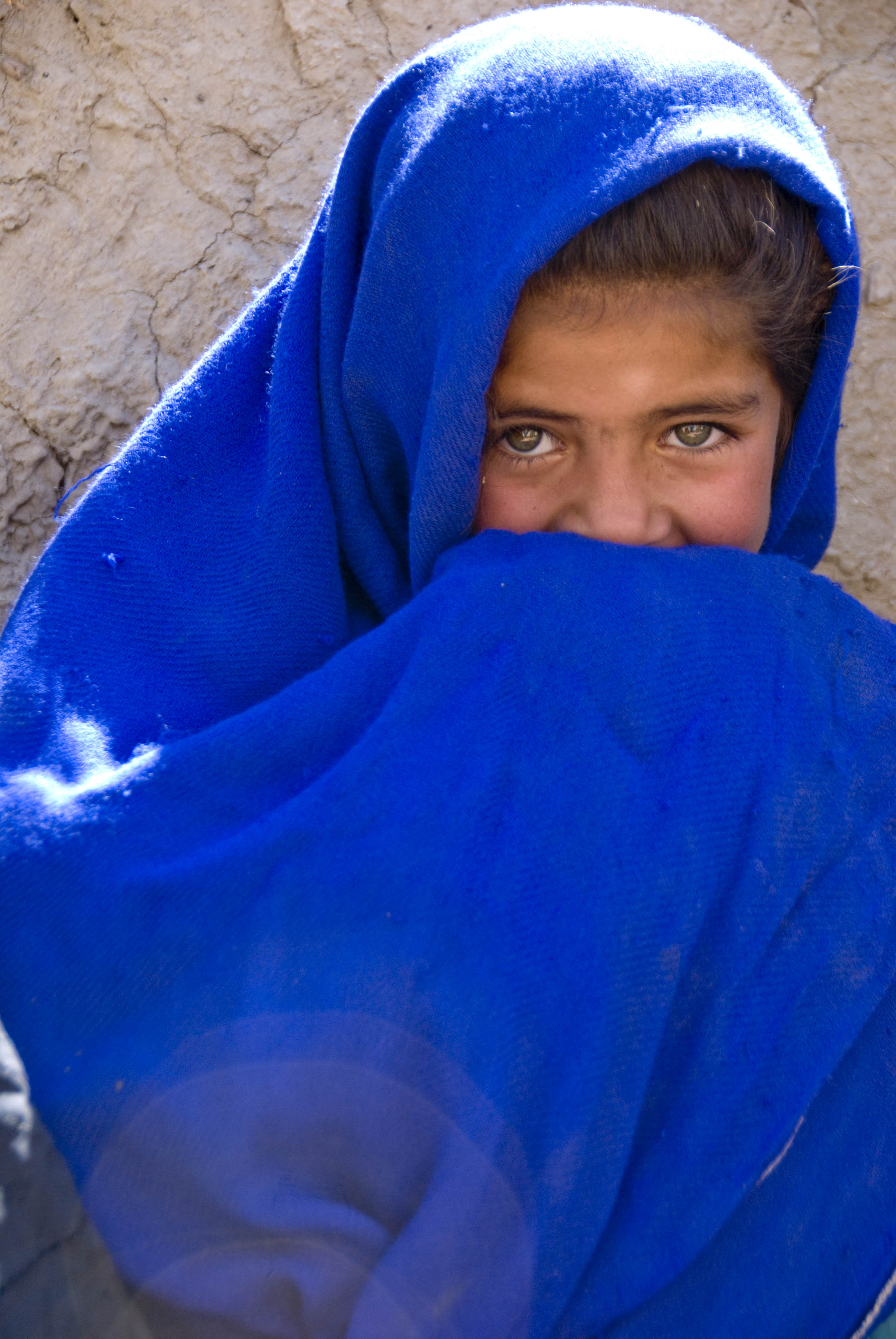
Девушка из Кандагара
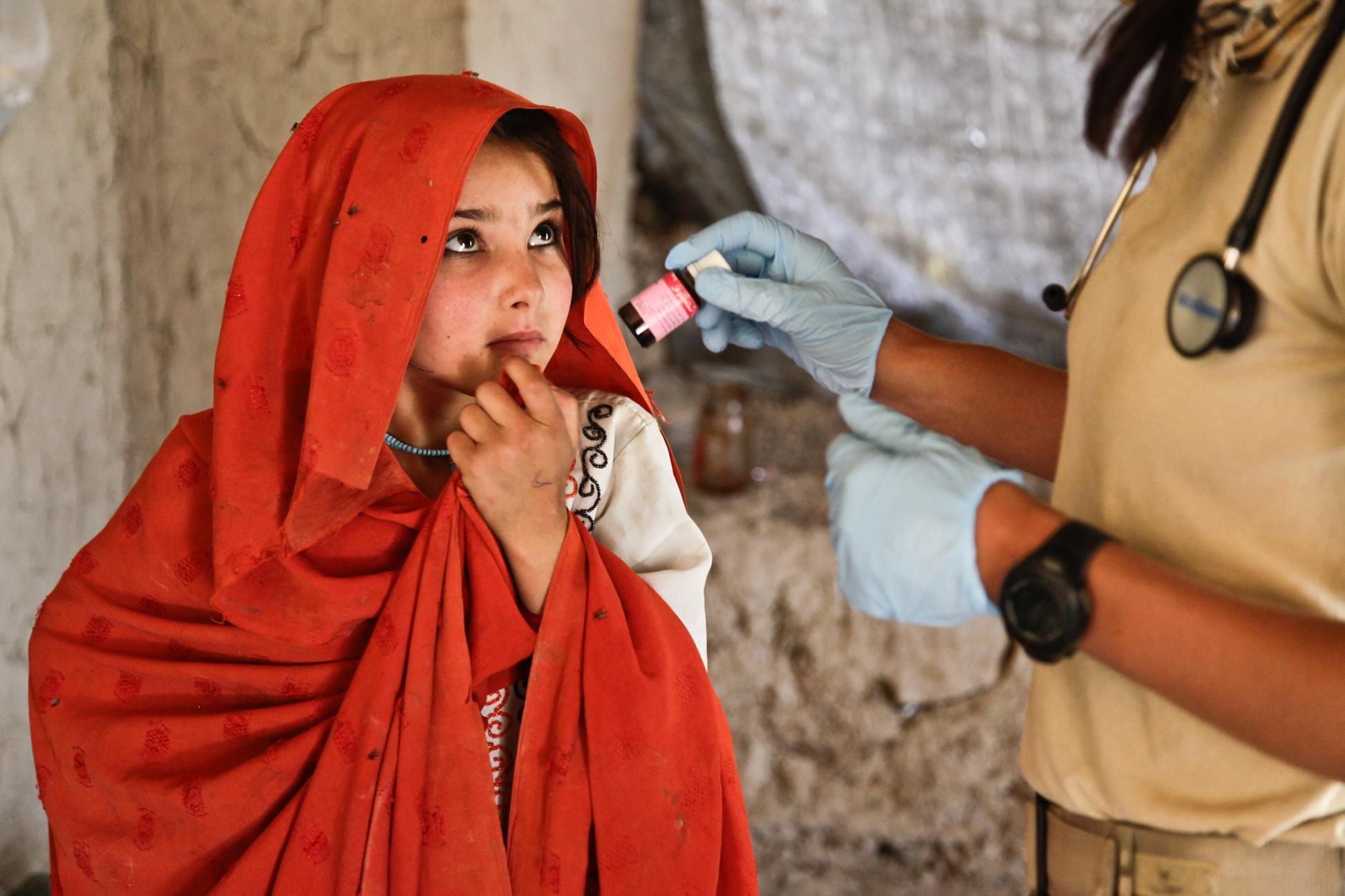
Афганская девочка проходит лечение у президента-медика в городе Орузган.
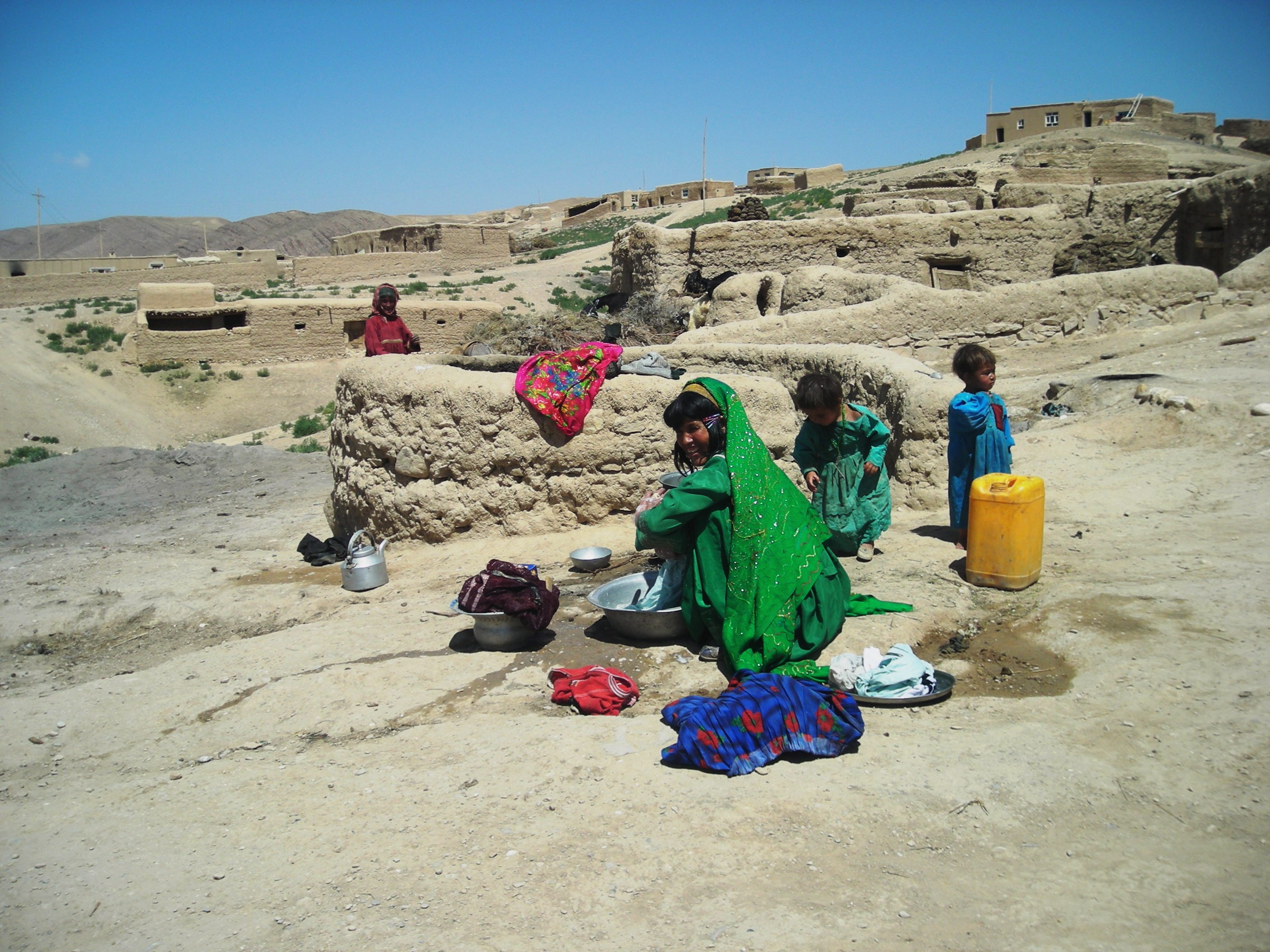
Мать с детьми в селе недалеко от Чарчарана.
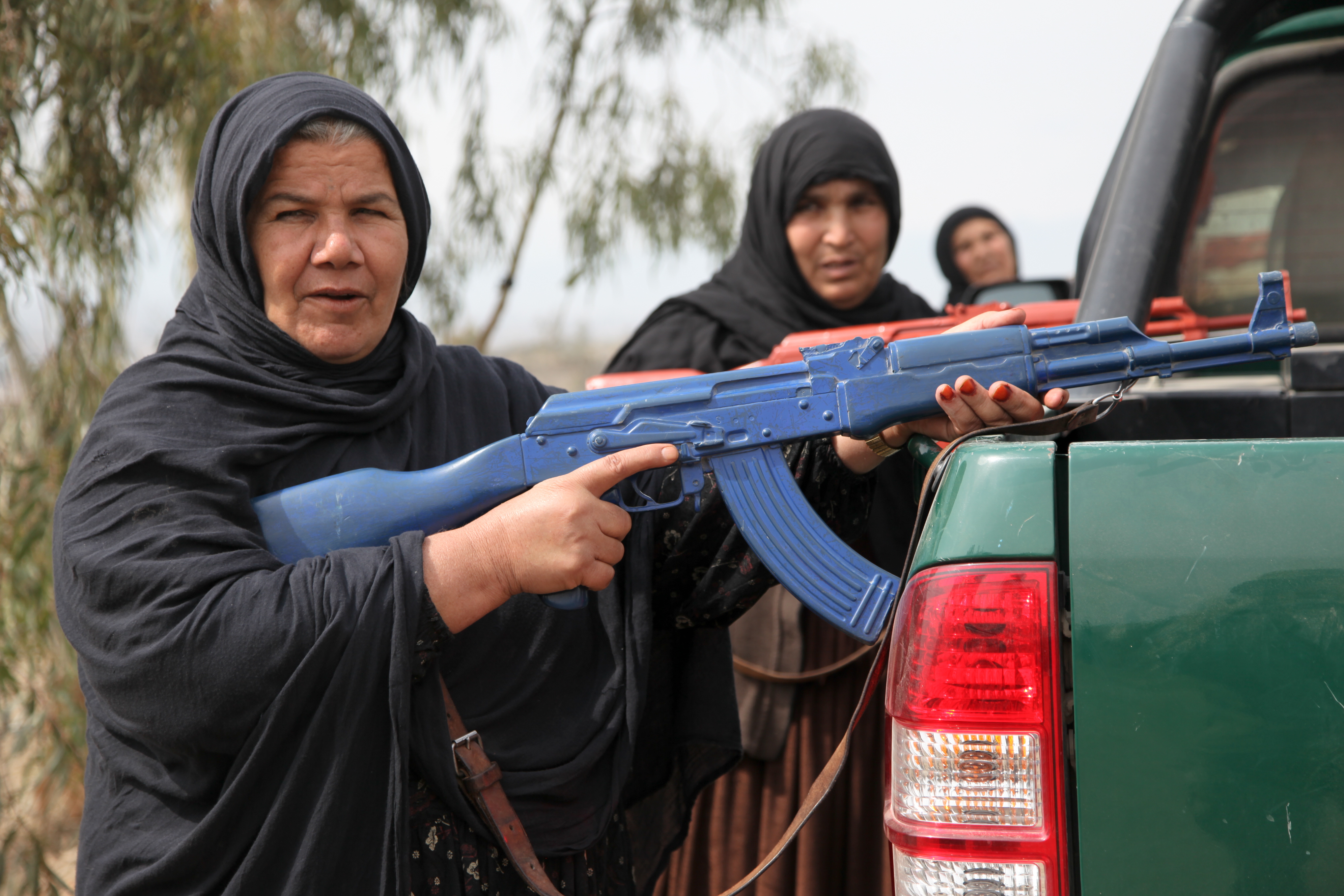
Женщины-полицейские, провинция Хост, 2013 г.
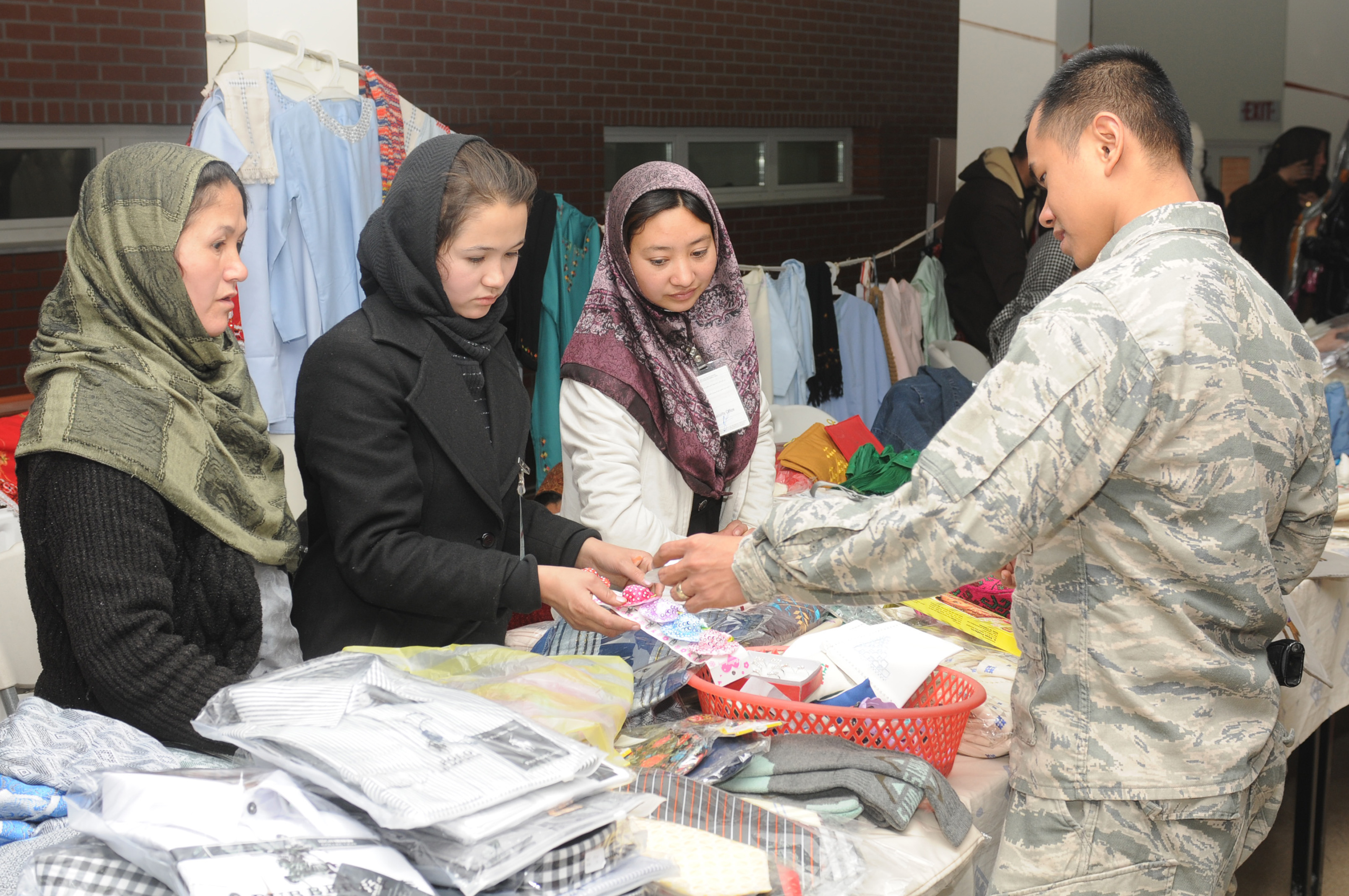
Женщины-продавцы на небольших рынках продают товары военнослужащим ВВС США, 2010 г.